# 阿爾豐斯·慕夏
阿爾豐斯·慕夏（法語：Alphonse Mucha，捷克語：[ˈalfons ˈmuxa] ⓘ，1860年7月24日—1939年7月14日），捷克插畫家、平面藝術家、裝飾品藝術家，其姓氏或依捷克语发音译为“慕哈”。早年留学法国，并在巴黎成名，成为新艺术运动的代表人物。其海报作品以端庄优雅的女性人物形象和唯美的線條聞名，形成獨樹一幟的風格。50岁时，他选择返回家乡波西米亚，用十五年时间，创作巨幅系列油画《斯拉夫史詩》，并在捷克斯洛伐克独立十週年之际，将画作献予首都布拉格。

## 生平

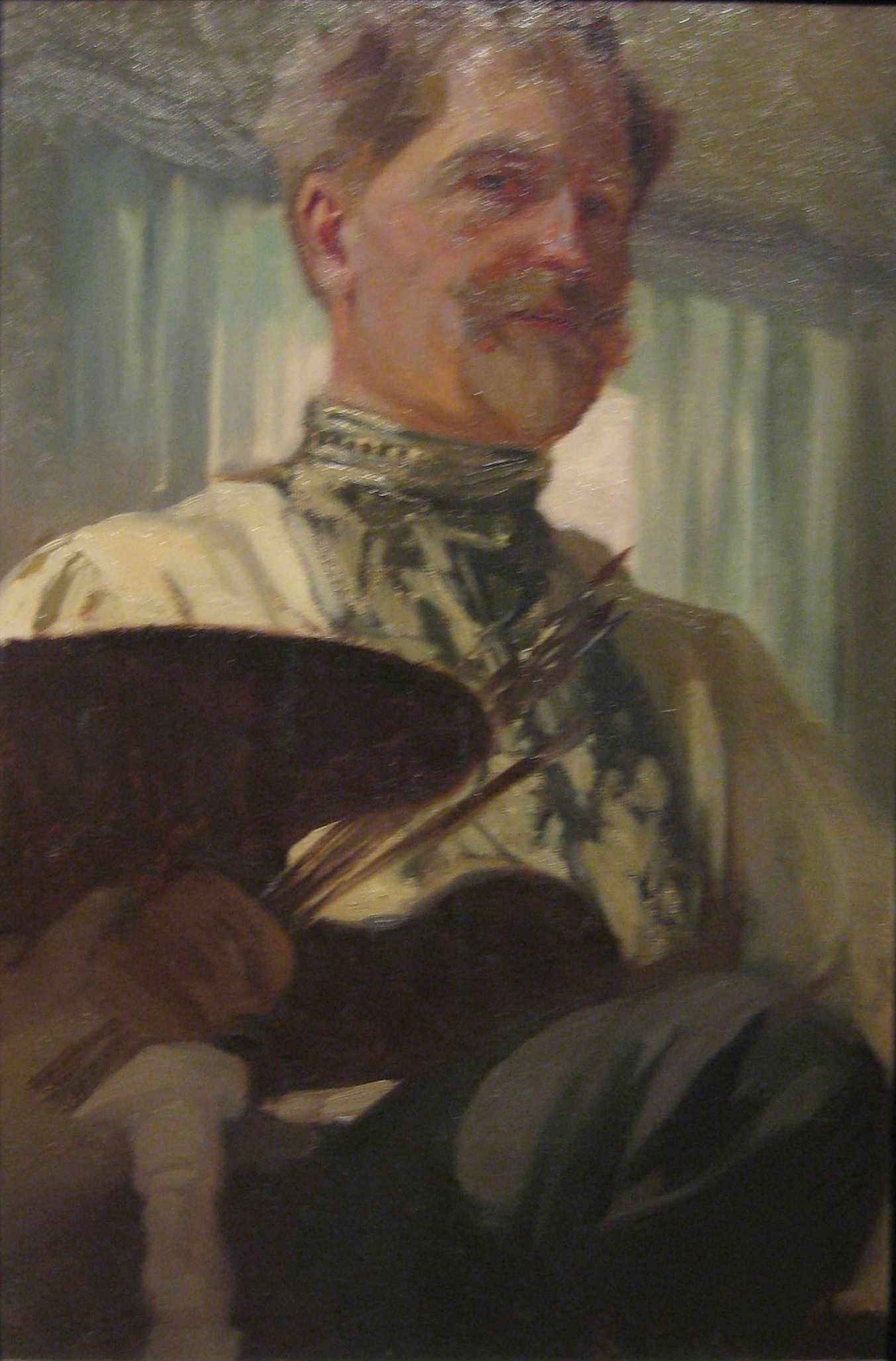
慕夏自畫像

### 早年
1860年7月24日，慕夏出生於捷克摩拉維亞地区的伊万契采，父亲是一位司法执达员。他自幼有音乐天赋，高中时进入布爾諾聖多默隱修院的合唱团。同时他也嘗試畫畫，他在莫拉維亞从事畫裝飾物品的工作，大多是在畫劇場使用的風景圖。
1879年慕夏進入了維也納最重要的劇場設計公司工作，同時繼續他的非正式藝術教育，不過一場大火結束了他這份工作。
1881年，因生計所迫，他來到摩拉維亞南部的米庫洛夫，成為自由接案的裝飾畫及人物畫家。
1883年，受雇於當地貴族克恩·贝拉西（Egon Khuen-Belasi）伯爵，創作艾玛霍夫梨树（Hrušovany Emmahof）城堡的壁畫。伯爵本身也略通藝術，對慕夏的作品非常欣賞，於是資助他到慕尼黑美術學院接受正式的藝術教育。

### 留法
1888年，慕夏来到法国巴黎，进入朱利安學院学习，次年又进入克拉羅西學院繼續學業。在此期间，他也为雜誌及廣告提供插畫。1894年聖誕夜，慕夏为當時巴黎著名明星莎拉·伯恩哈特主演的新年歌舞劇《吉斯蒙達》（Gismonda）設計海報，因此聲名大噪，并获得公司的賞識，得到越來越多的設計機會。因为他的卓越成就，奥匈皇帝授予其骑士封号，法国政府也授予其骑士荣誉勋章。

### 旅美
慕夏在1906至1910年造訪美國，为上流社会的女性创作肖像画，并在这里遇到美国的企业家克莱恩。

### 归国
1910年，50岁的慕夏放弃了靠商业绘画得来的声誉和安逸，携家人返回布拉格。在那裡，他為這座城市的地標及劇場增添了許多裝飾。第一次世界大戰之後，奧匈帝國解體，捷克斯洛伐克独立。慕夏為這個新生的國家設計了郵票、鈔票以及其他官方文件。他花了許多年的時間創作出《斯拉夫史詩》，那是一系列描繪斯拉夫人民歷史的巨大繪畫；他在很年輕的時候就想要完成這個頌揚斯拉夫歷史的夢想。
1930年代，德国纳粹崛起。1938年《慕尼黑协定》签署，捷克斯洛伐克为英法出卖。次年，捷克为德国吞并。慕夏的斯拉夫史詩被報紙指責為反動派。他的犹太血统和的斯拉夫主义热情使他成为盖世太保的眼中钉。當德軍進入布拉格之際，慕夏是第一個被蓋世太保逮捕的藝術家。在一連串的審問中，他得了肺炎，1939年7月14日，慕夏因肺部感染逝世，埋葬於高堡公墓。

## 艺术创作

### 艺术风格
慕夏的作品具有鮮明的新藝術運動特徵，也有強烈的個人特點，他創作了大量的畫、海報、廣告和書的插畫，同時從事珠寶、地毯、壁紙及劇場擺設等設計。在畫中常出現美麗的女人穿著帶有新古典主義的長袍，四周圍繞著豐富的花草藻飾，且在女人的頭後方常會有光環。 
他的新藝術風格常被模仿，然而，這是慕夏終生不想嘗試的風格；他總是堅持著一種信念，那就是與其依附著任何一種流行的設計型式，他的設計是從內心而生。他聲稱藝術的存在只是為了傳遞精神上的訊息，如此而已；因此他對他在商業藝術界得到的聲名感到挫折，而希望專注於那些更為崇高的藝術，及使他的出生地更為尊貴的計畫。他用淡淡的粉彩做畫 

## 重要作品

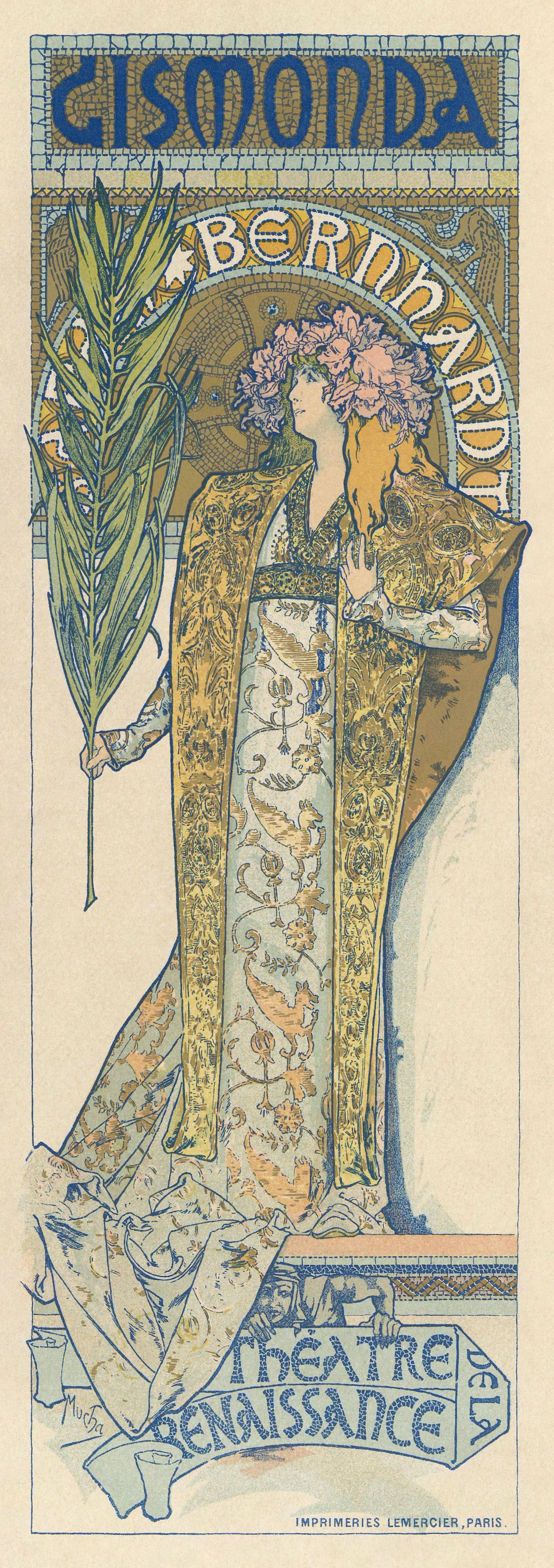
《吉斯夢妲》的宣传海报是慕夏的成名作，完成于1894年底。

### 《吉斯夢妲》和与莎拉·伯恩哈特的合作
1894年底，慕夏为莎拉·伯恩哈特主演的戏剧《吉斯夢妲》创作了宣傳海報，一举成名。
慕夏后来说到，当时是12月26号，伯恩哈特打电话给莫里斯·德·布伦霍夫（她的海报出版商勒梅西耶的经理），要为她的戏剧《吉斯夢妲》的续演制作一张新海报。由于当时正值圣诞节放假，伯恩哈特又要求在1月1日前制作好，勒梅西耶的其他艺术家们都无法完成任务。当时慕夏正好在出版社校稿，便被委以重任。
不过，慕夏对伯恩哈特并不陌生。此前就曾在1890年在《戏剧服装》杂志（Le Costume au Théâtre）绘制过她在《埃及艳后》中的演出插图，1894年10月《吉斯夢妲》在文艺复兴剧院首演时，也受邀为《高卢人》杂志（Le Gaulois）圣诞节特刊绘制了一系列角色插图。
接下任务后，慕夏迅速设计了一张高约两米的海报。海报中，伯恩哈特身穿拜占庭贵族服饰，头戴兰花头饰，手持棕榈枝。海报的一大创新之处在于背景中的华丽彩虹形拱，像是一个光环，突出了角色的面容，这一设计风格成为穆夏日后所有剧院海报的标志。由于时间紧迫，穆夏没有像往常一样在背景中添加大量装饰，仅在头后画了拜占庭马赛克瓷砖。海报以细腻的绘画和柔和的色彩为特色，不同于当时常见的亮色海报。海报顶部的标题装饰华丽，而底部的剧院信息简洁明了，形成了良好的平衡。
1895年1月1日，慕夏的海报一贴出来就立刻引起轰动。伯恩哈特非常满意，在两年间订购了四千张海报，并与慕夏签订了一份六年的合同，让他创作更多作品。慕夏的海报遍布全城，他也因此一夜成名。
之后伯恩哈特的海报出版商换成了尚佩诺瓦（Ferdinand Champenois），和穆夏一样，也签了六年的合同。尚佩诺瓦在圣米歇尔大道上有一家大型印刷厂，雇佣了三百名工人，拥有二十台蒸汽印刷机。他为穆夏提供高薪，换取了出版穆夏所有作品的权利。穆夏收入增加后，搬到了圣宠谷路6号，一座弗朗索瓦·芒薩爾建造的历史悠久的大宅。穆夏在这里拥有一间三居室的公寓和一个大工作室。
伯恩哈特之后的每部新戏都由穆夏设计了海报，从她早期的成功作品《茶花女》的再演（1896年9月）开始，接着是《罗朗萨丘》（1896年）、《美狄亚》（1898年）、《托斯卡》（1898年）和《哈姆雷特》（1899年）。除了海报，他还为伯恩哈特设计了戏剧节目单、布景、服装和首饰，伯恩哈特还会预留一定数量的印刷海报出售给收藏家。

莎拉·伯恩哈特身着《吉斯夢妲》服装 (1896年)
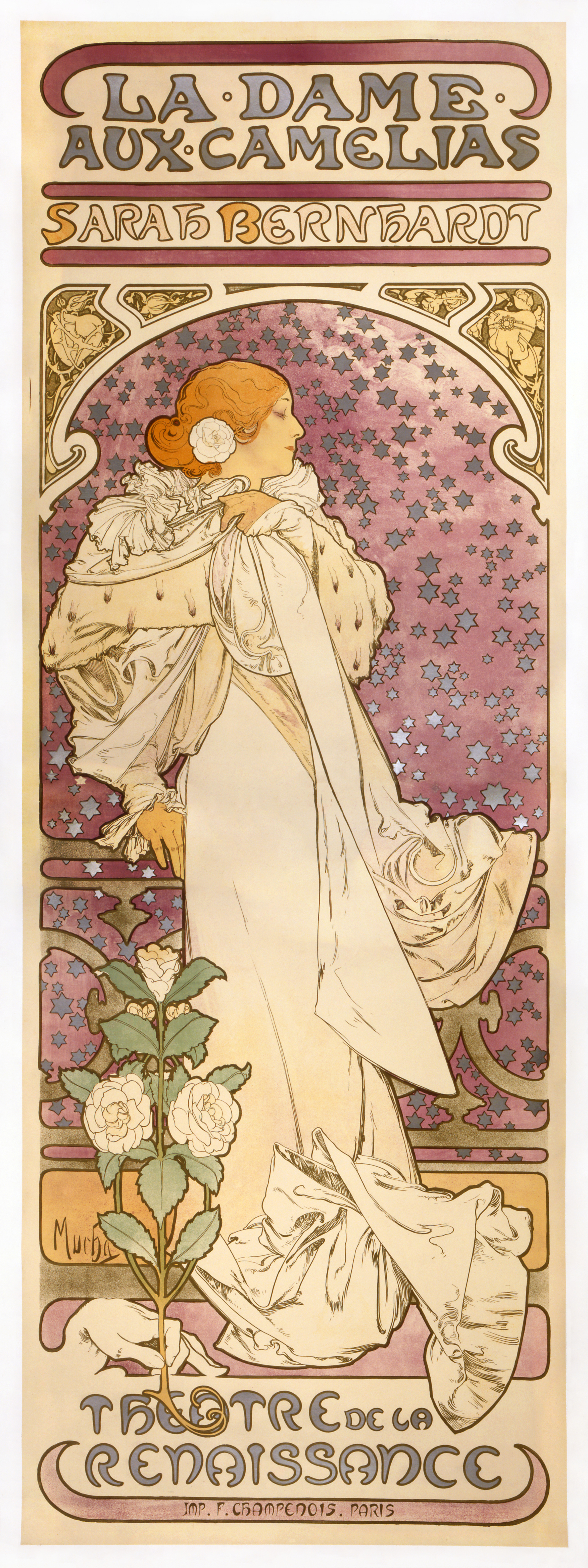
《茶花女》（1896年）
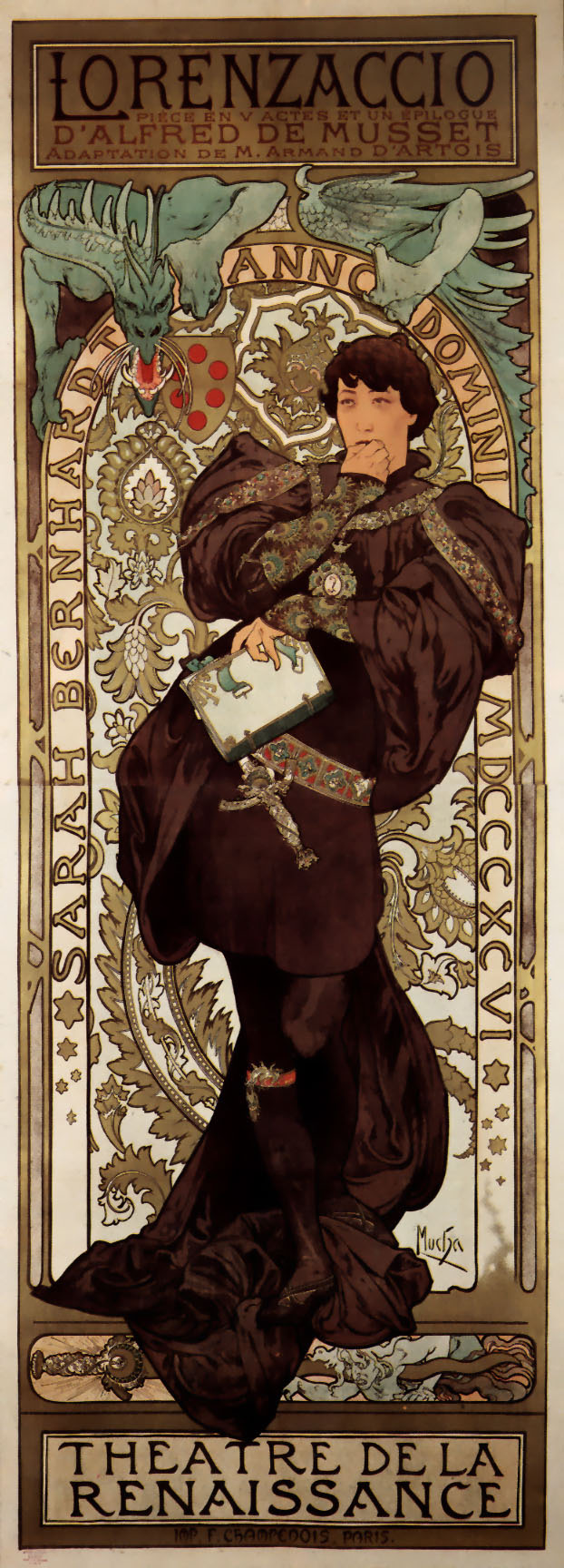
《罗朗萨丘》（1896年）
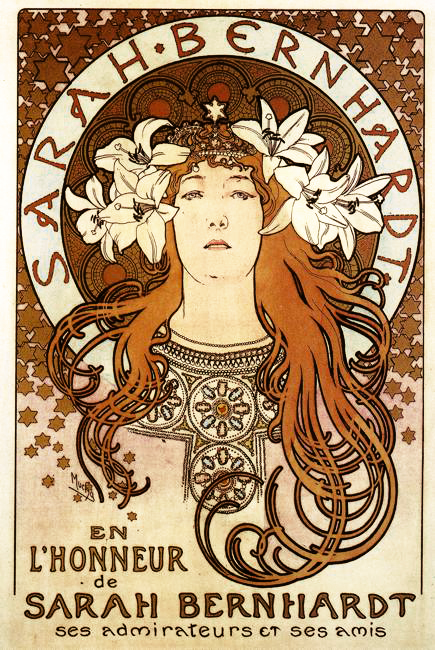
纪念莎拉·伯恩哈特的戏剧晚会海报（1896年）
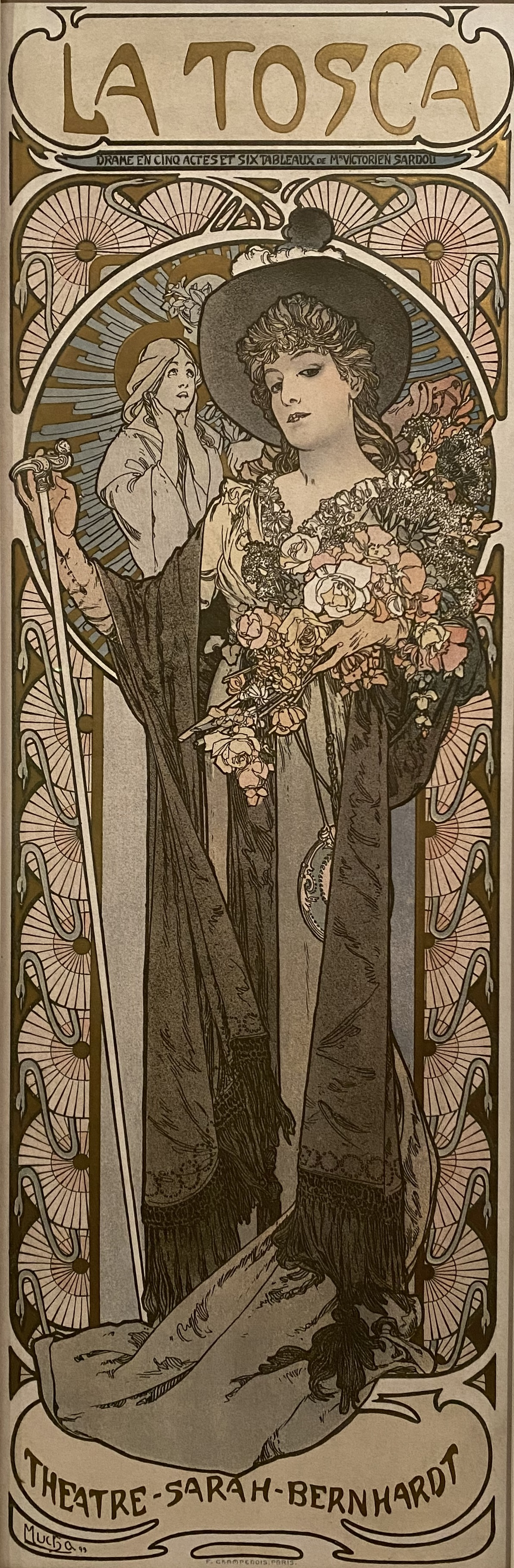
《托斯卡》（1898年）
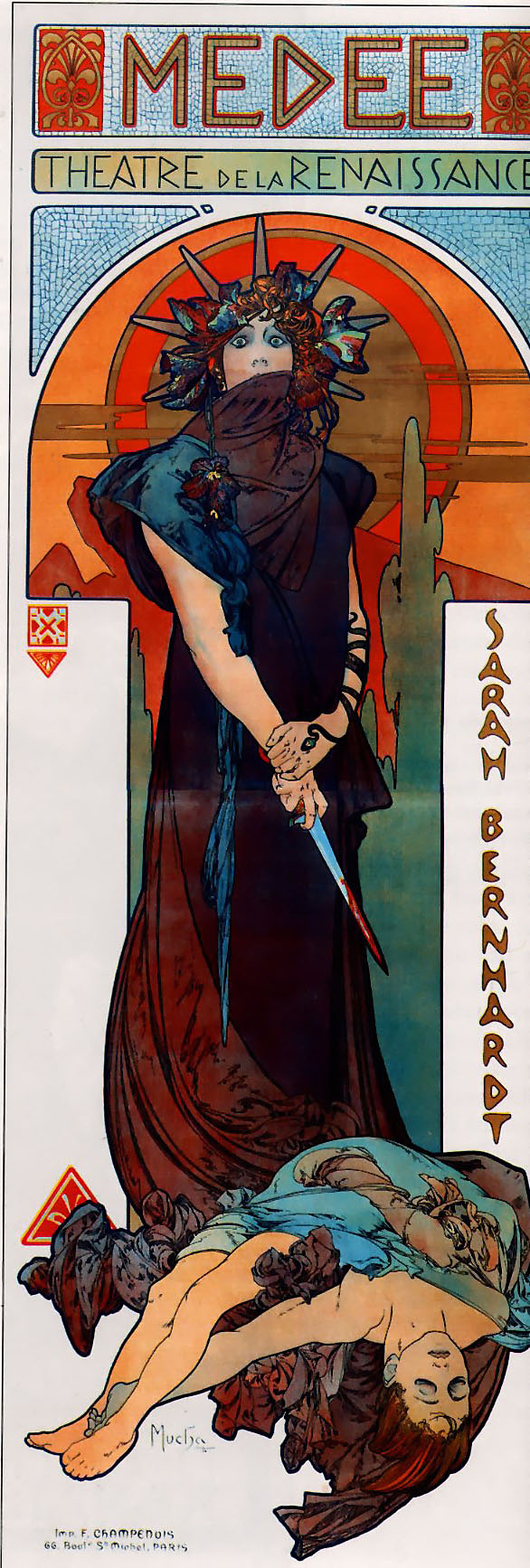
《米蒂亞》（1898年）
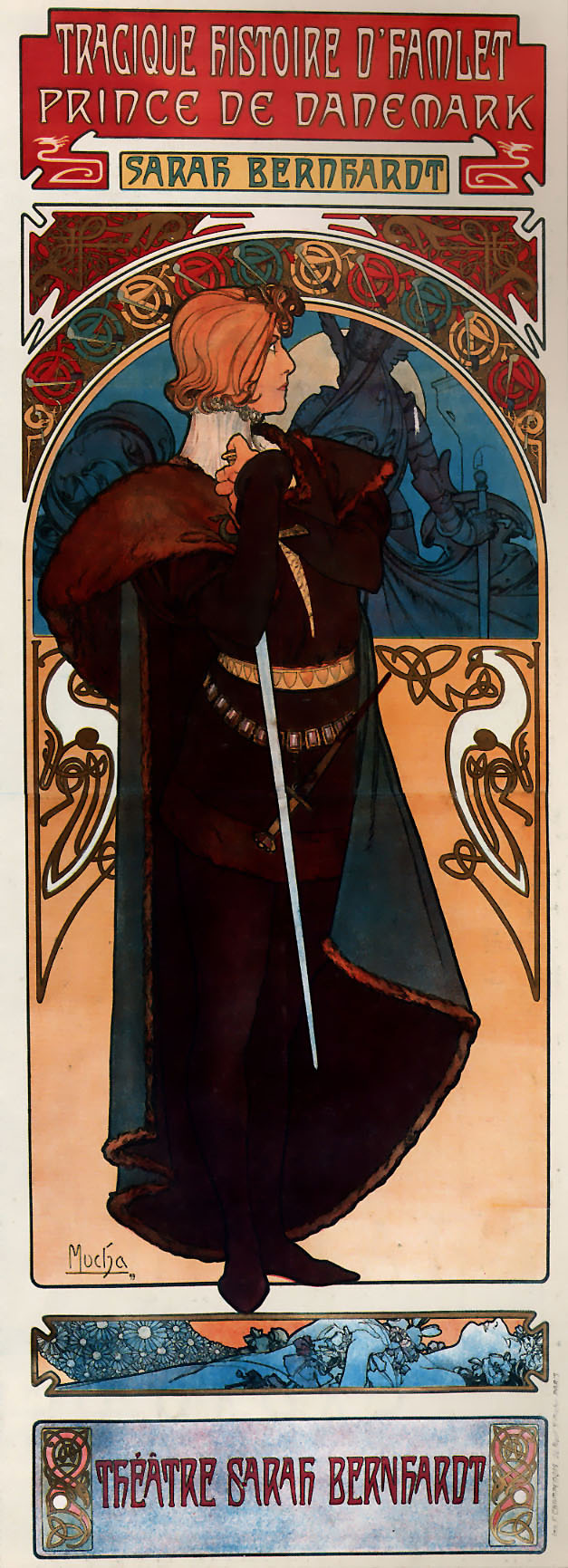
《哈姆雷特》（1899年)

### 其他商业艺术和海报

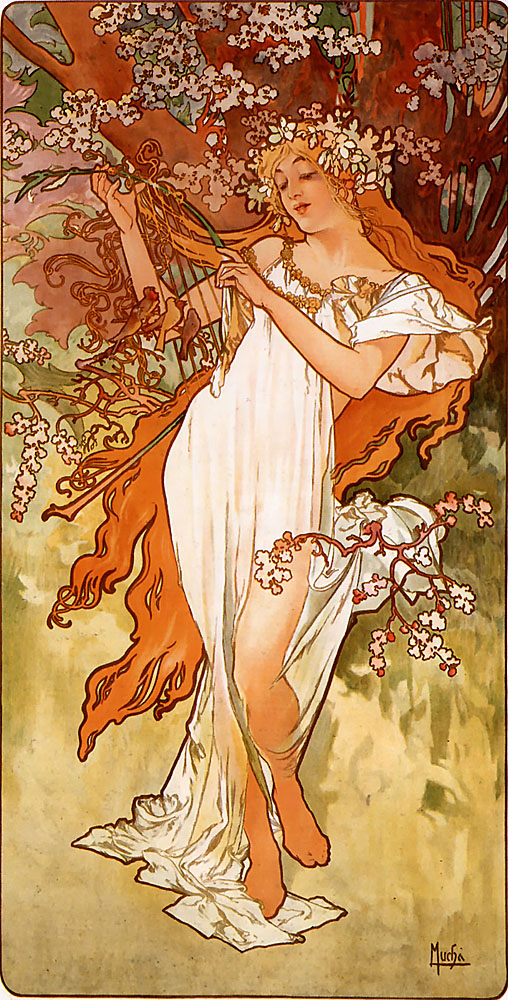
1896年-《四季》组画出版。
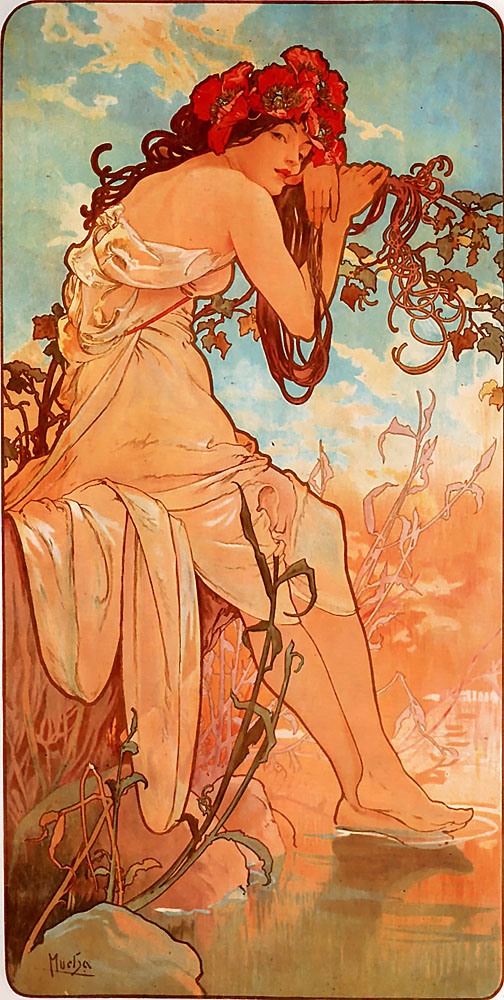
1896年-《黃道十二宮》新藝術代表作品。  - 《春》 1896年
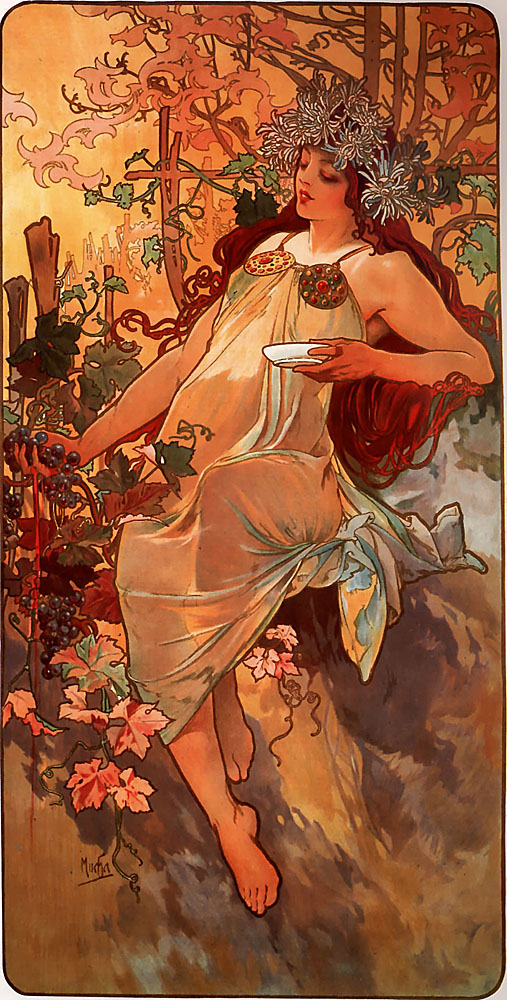
《秋》 1896年
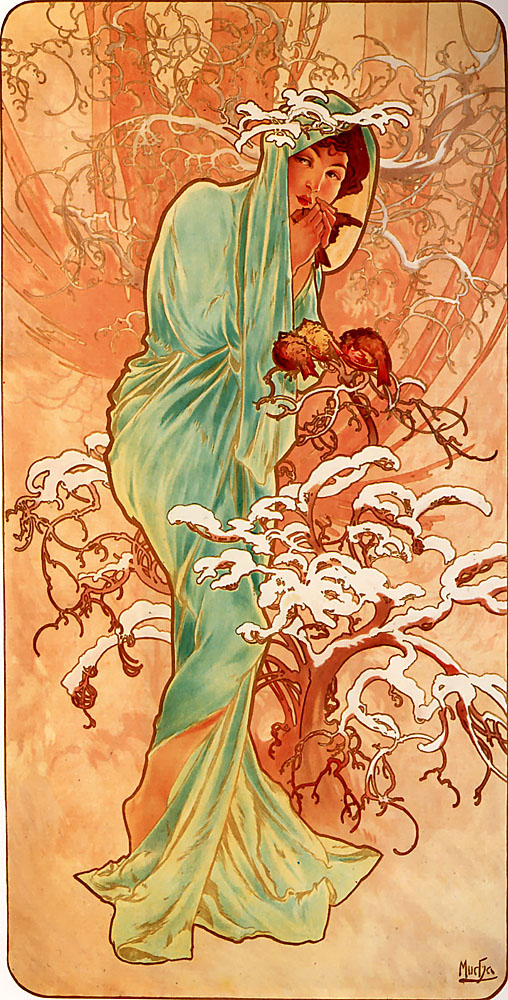
《冬》 1896年
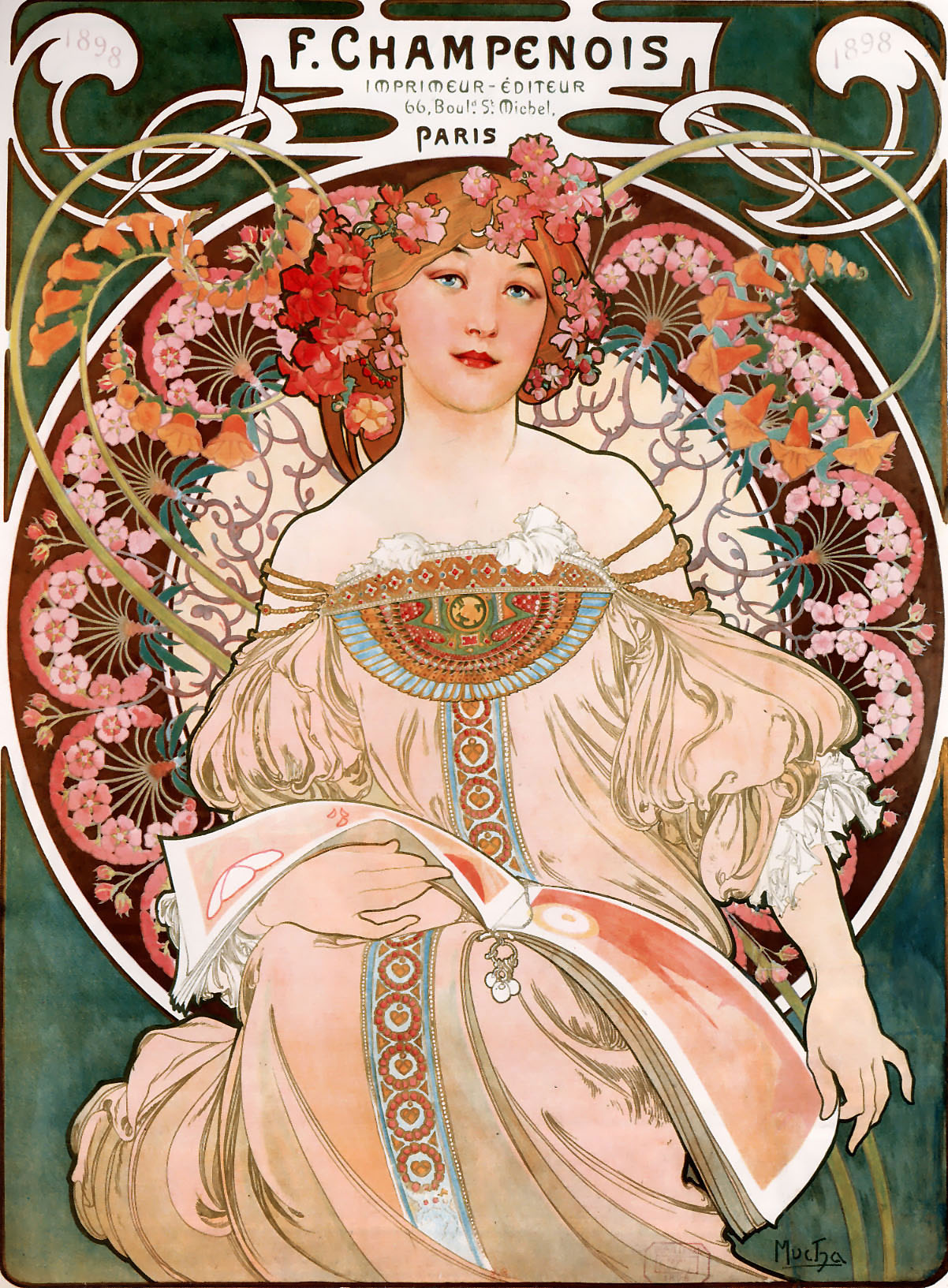
《綺思》 1897年
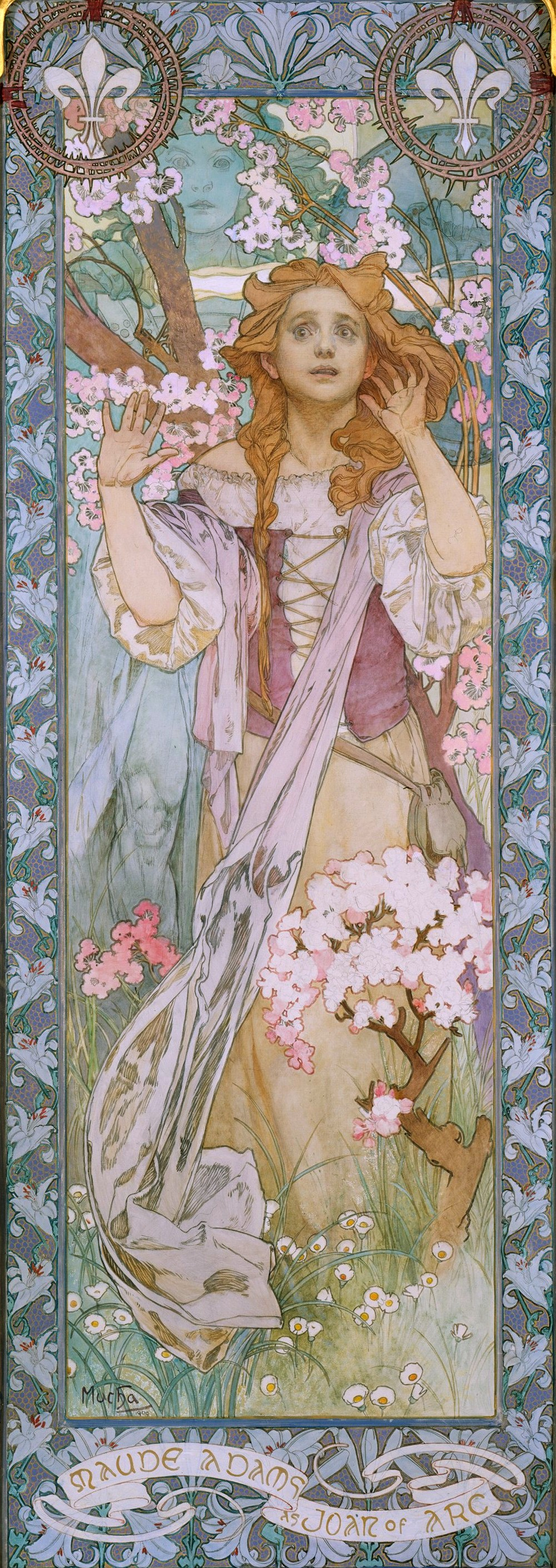
《聖女貞德》 1909年
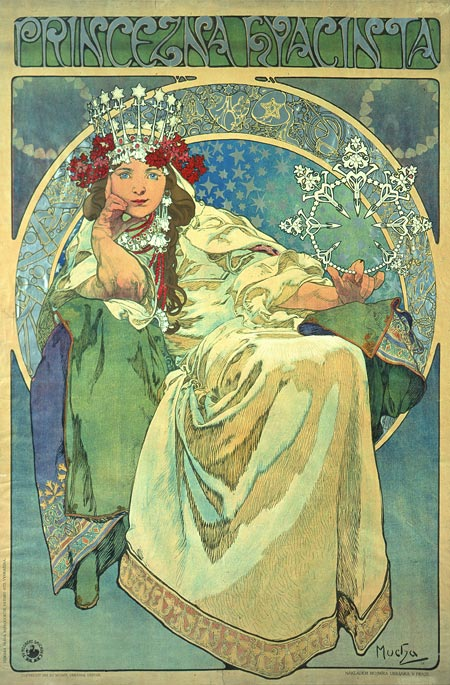
《風信子公主》 1911年
  - 《夏》 1896年
  - 《秋》 1896年
  - 《冬》 1896年
  - 《綺思》 1897年
  - 《聖女貞德》 1909年
  - 《風信子公主》 1911年

### 《斯拉夫史詩》系列
1928年-《斯拉夫史诗》组画完成。他和赞助人将此作品全部无偿献给了捷克。《斯拉夫史詩》系列共二十幅大型作品，慕夏在此系列作品也將他擅長的裝飾手法用於其中。內容描繪斯拉夫民族歷史上的重要事件，此作品格局跨越國界，範圍包括後來的捷克斯洛伐克、南斯拉夫、克羅埃西亞、波士尼亞、蘇俄，甚至存在爭議的小國。慕夏完成此系列共耗時十八年。

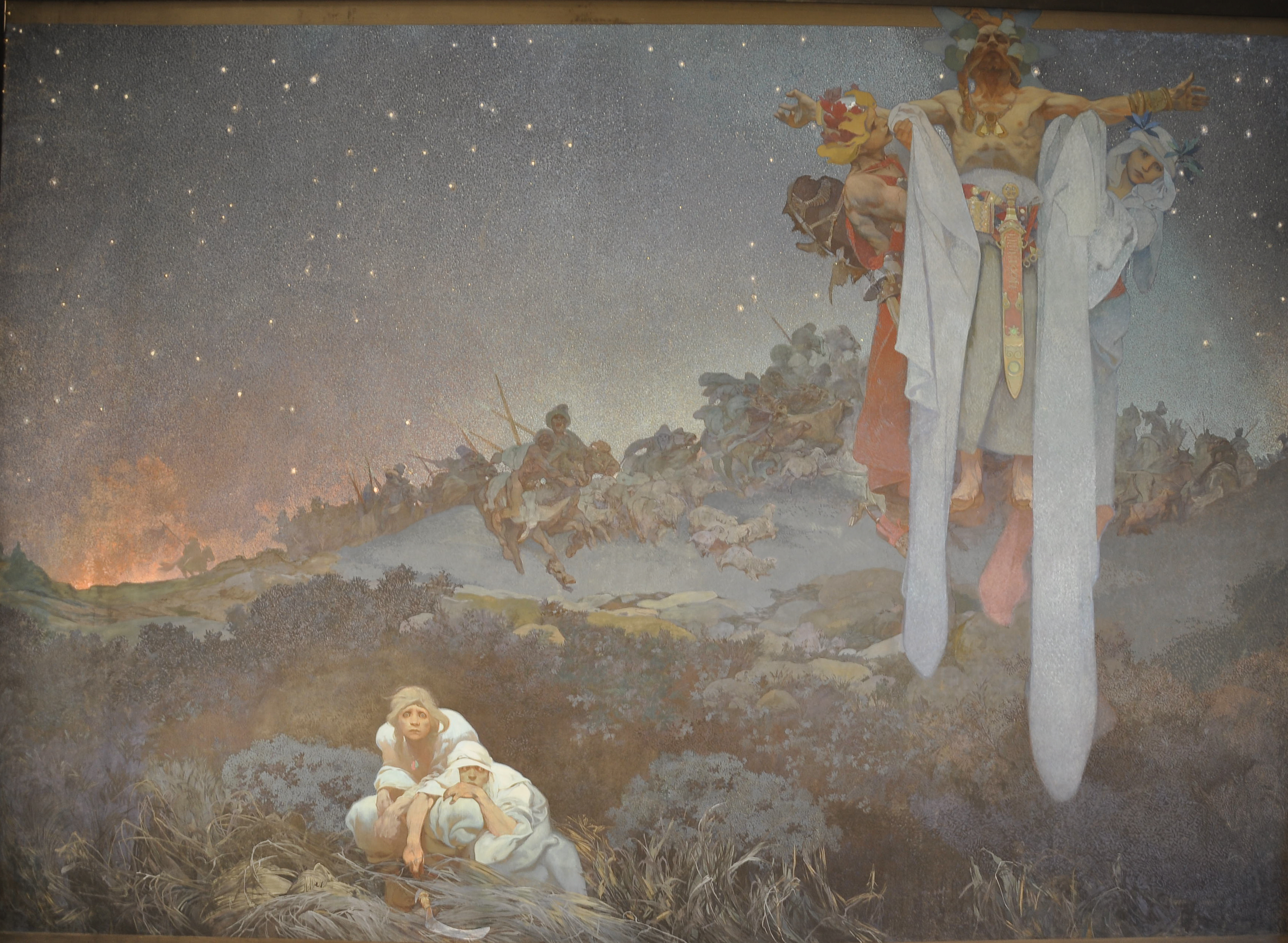
斯拉夫史詩一《發源地的斯拉夫人》
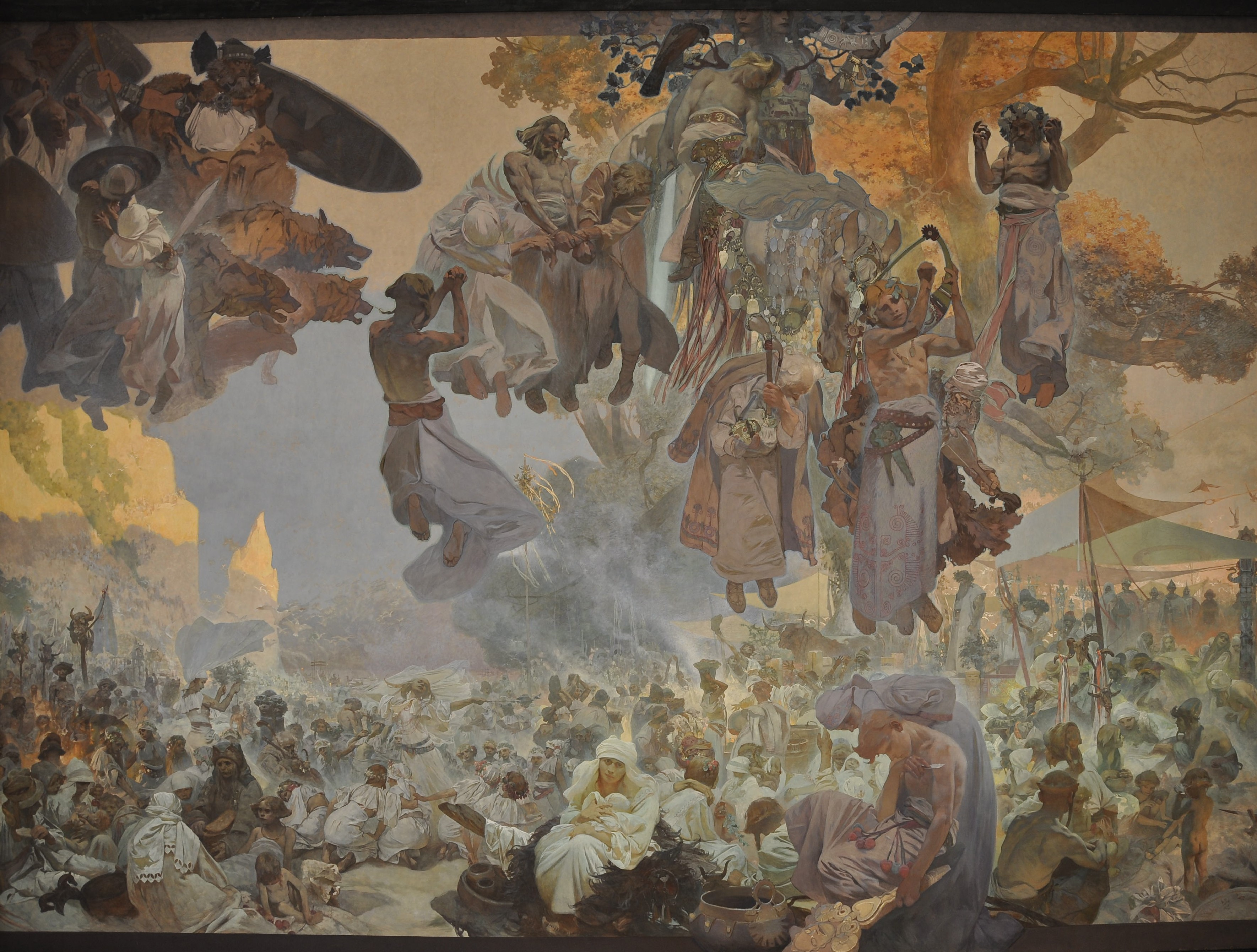
斯拉夫史詩二《慶典》
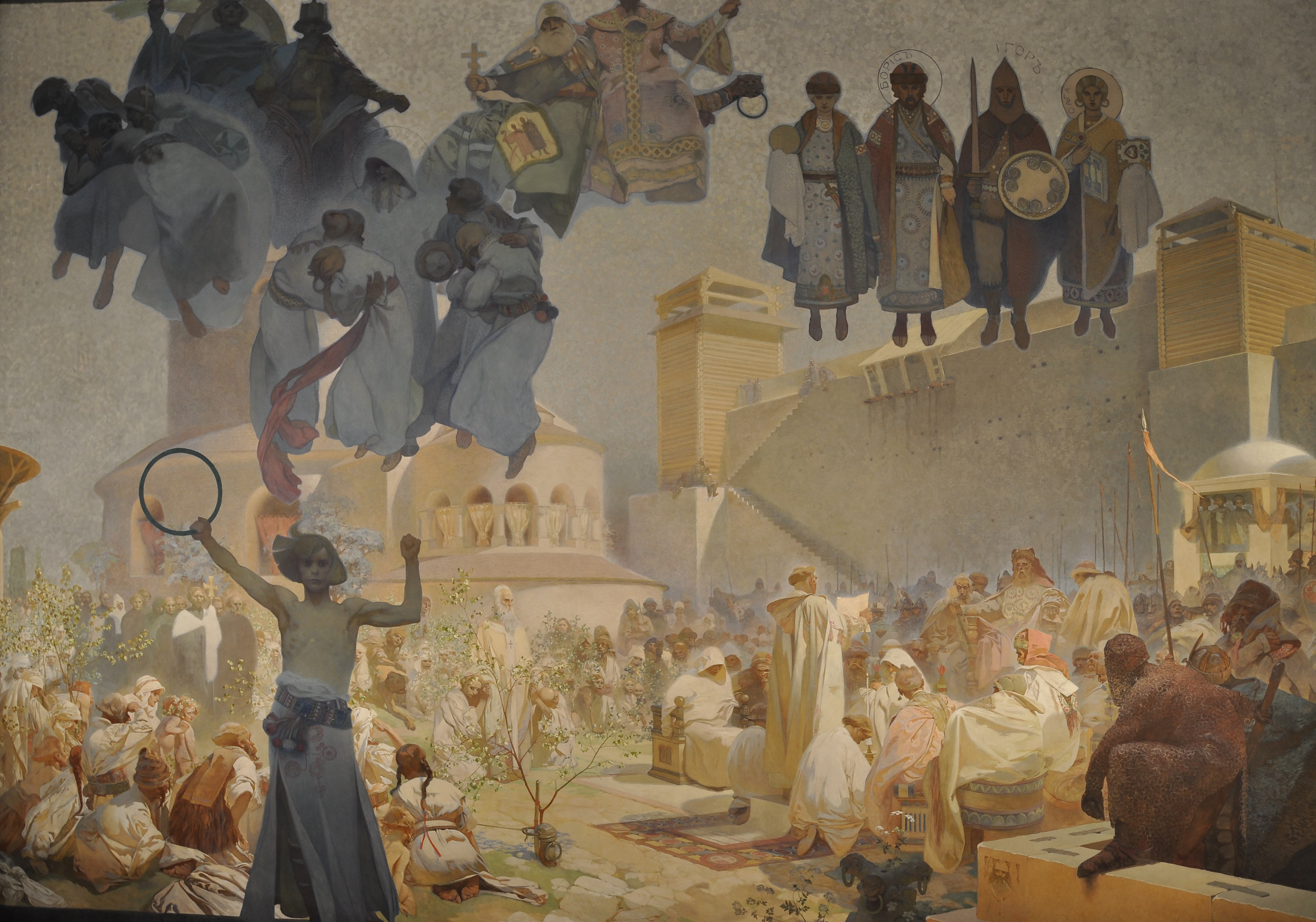
斯拉夫史詩三《大摩拉維亞禮儀》
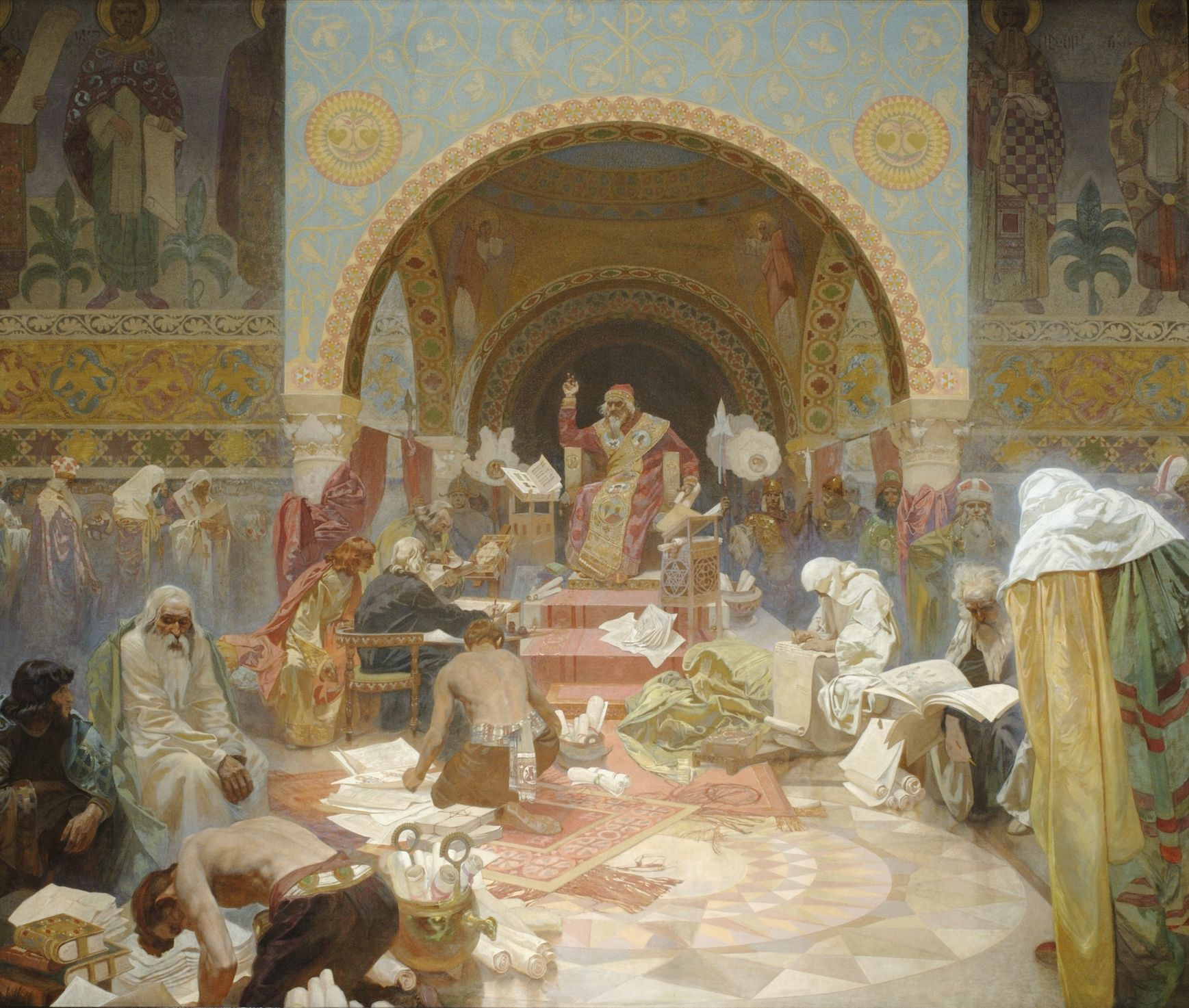
斯拉夫史詩四《保加利亞沙皇西蒙》
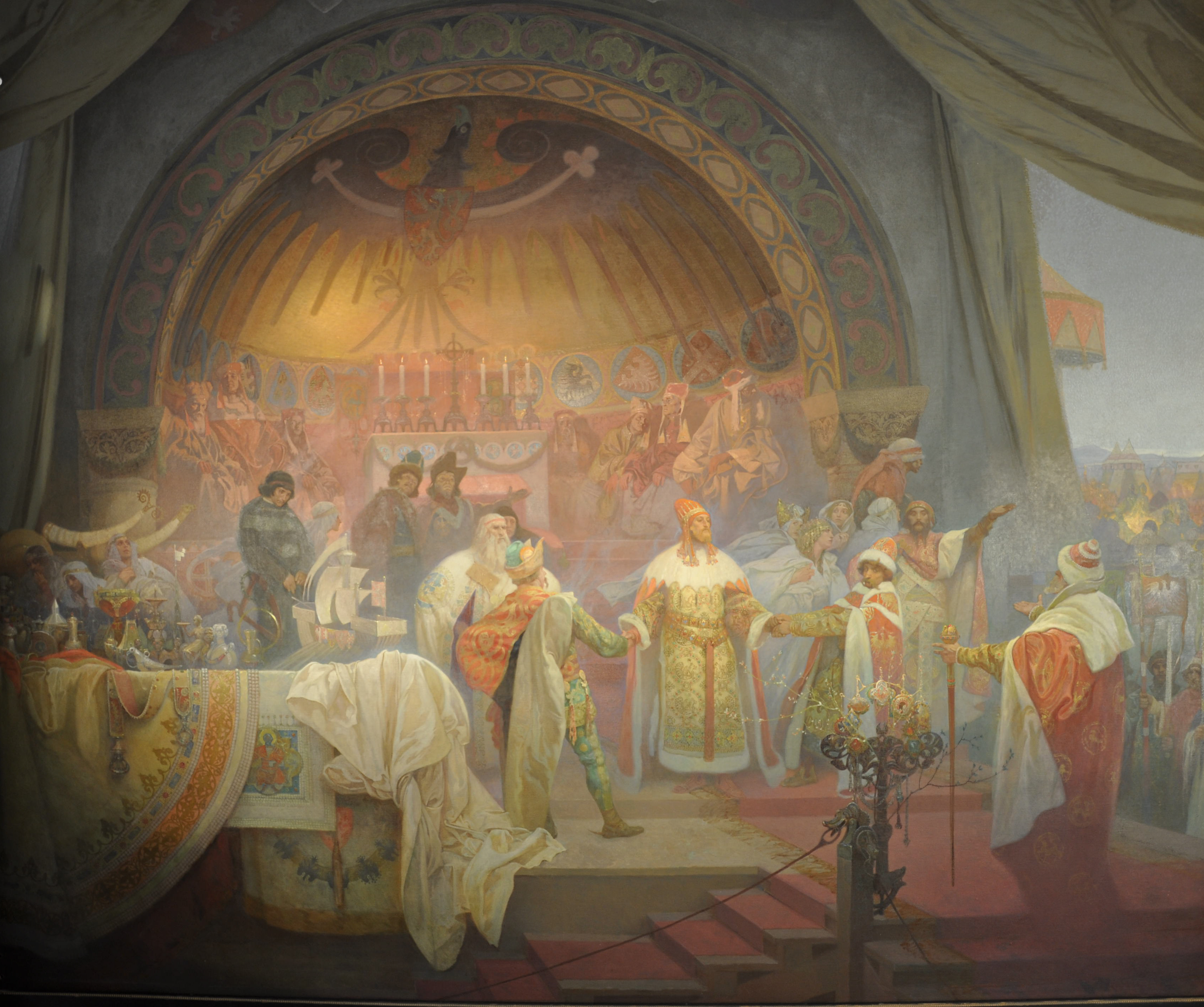
斯拉夫史詩五《波西米亞國王奧塔卡爾二世 》
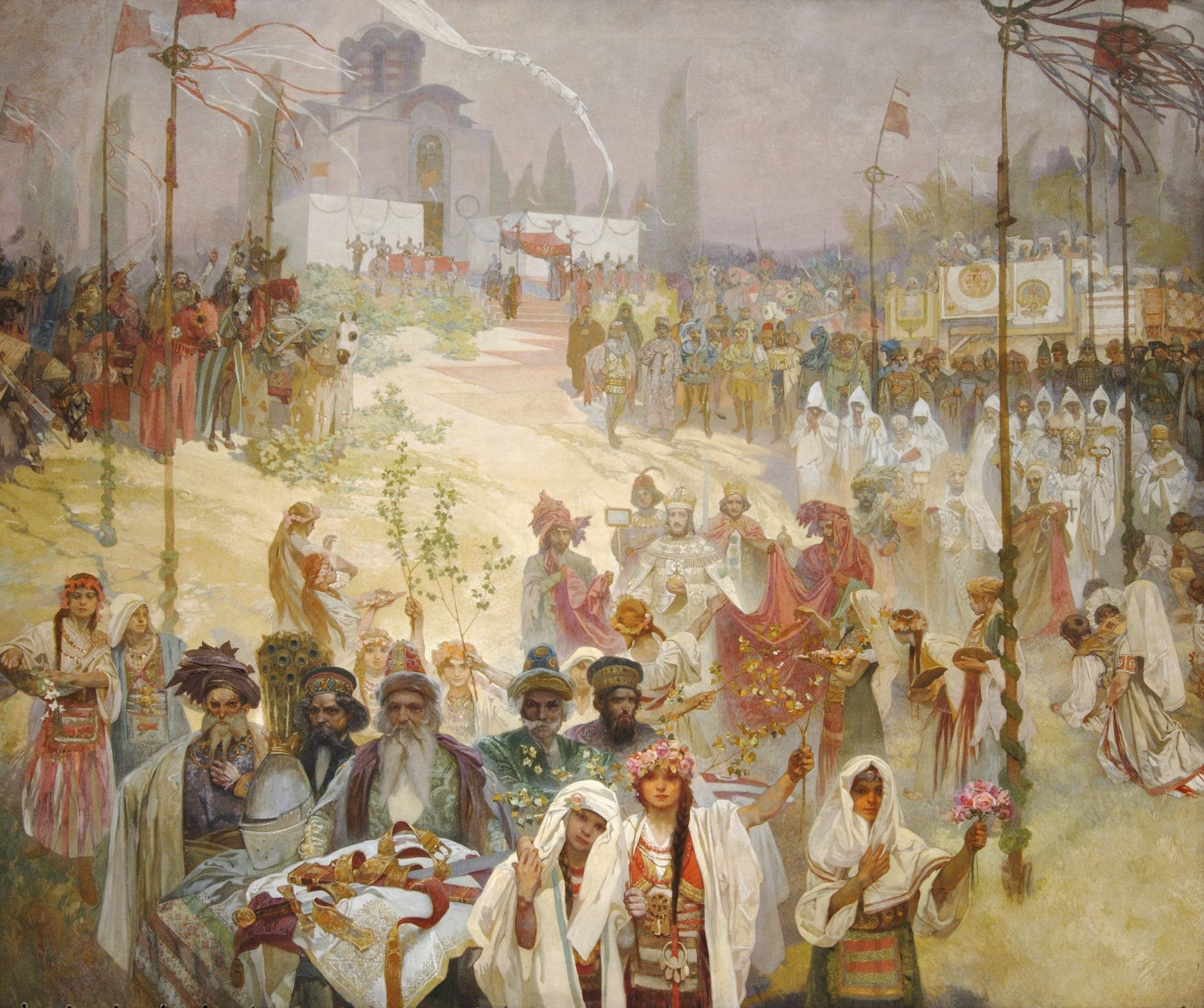
斯拉夫史詩六《塞爾維亞沙皇斯捷潘·杜尚作為東羅馬帝國皇帝的加冕》
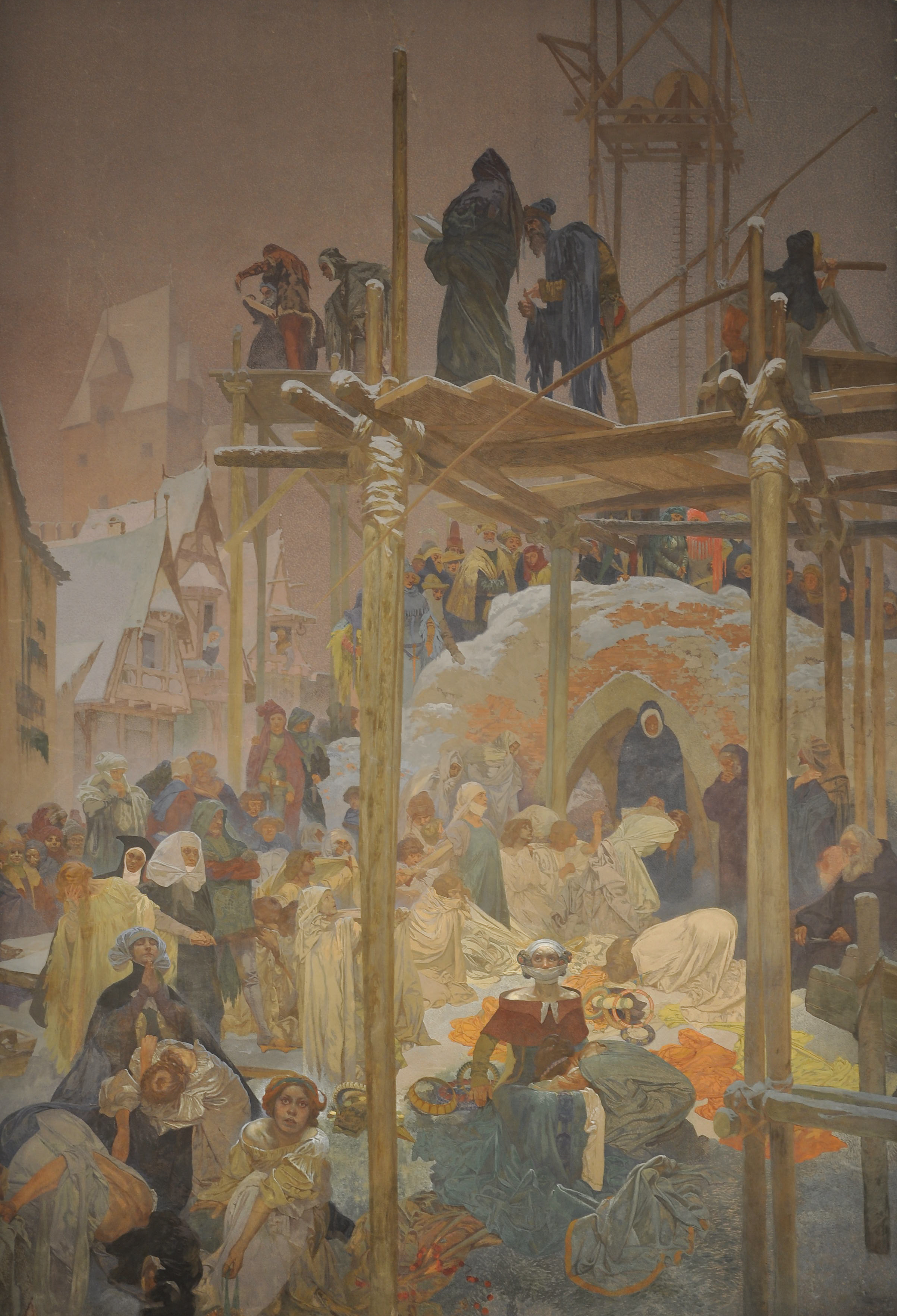
斯拉夫史詩七《克羅梅日什的說道》
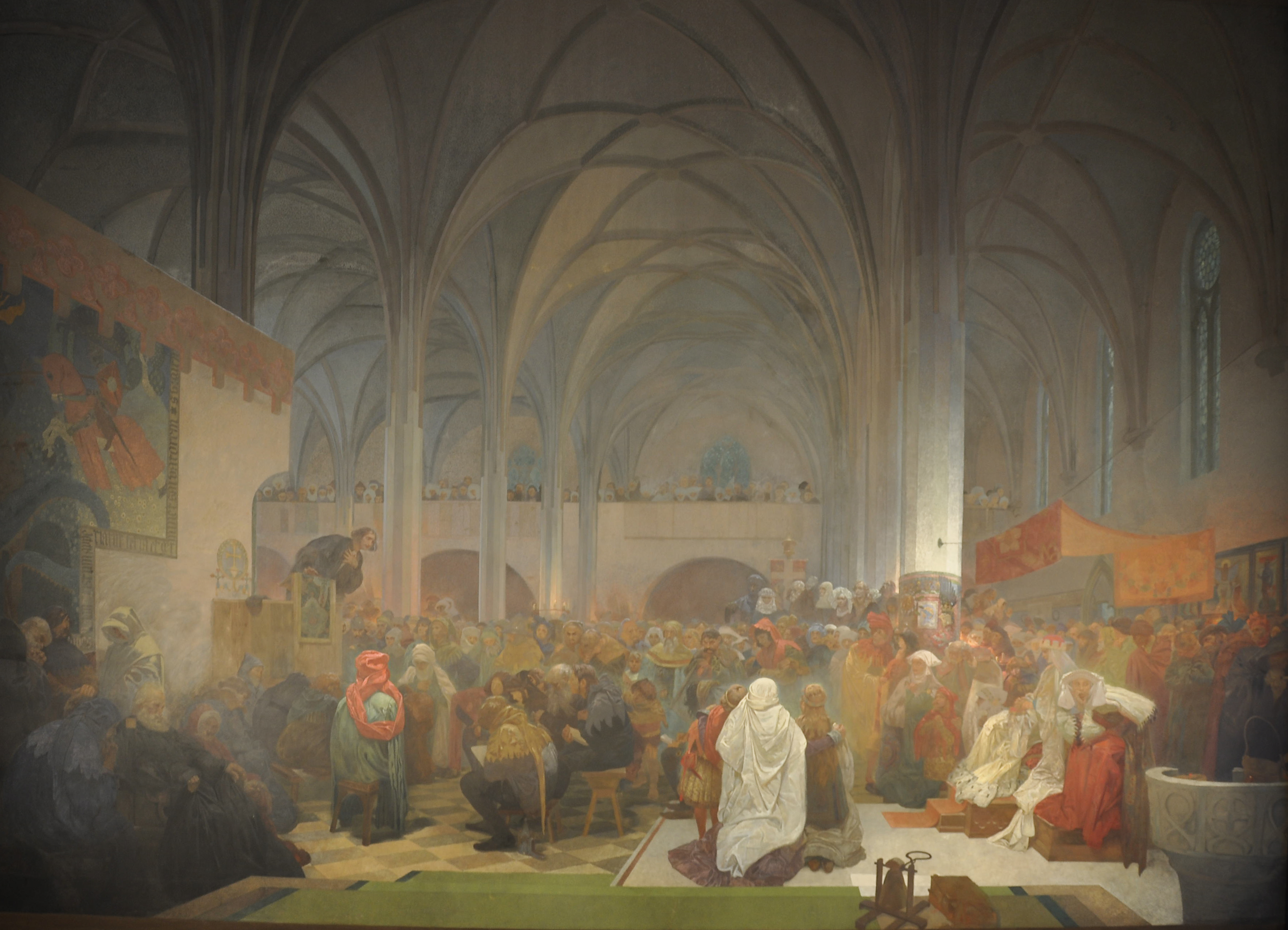
斯拉夫史詩八《大師揚·胡斯在伯利恆教堂講道 》
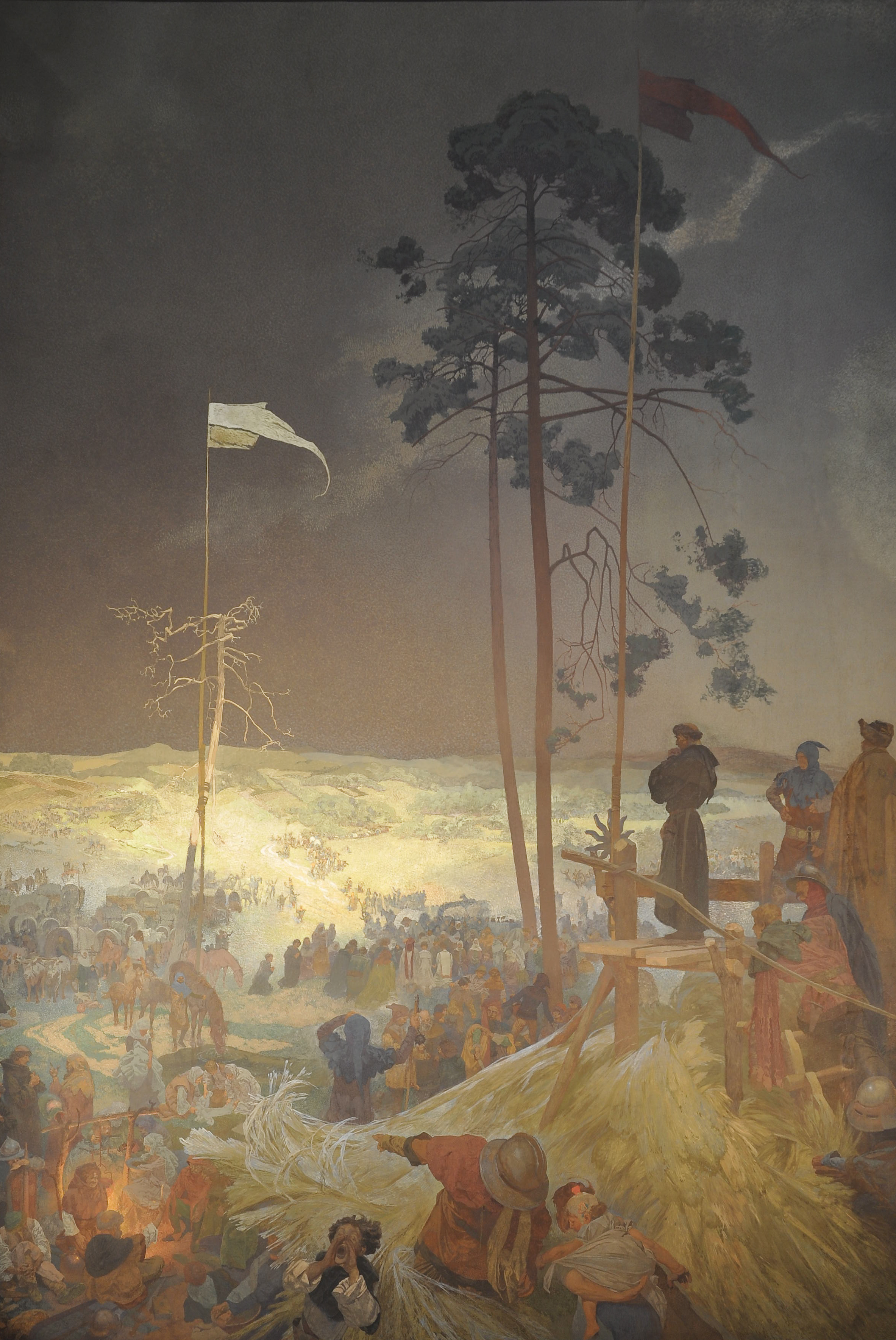
斯拉夫史詩九《集會》
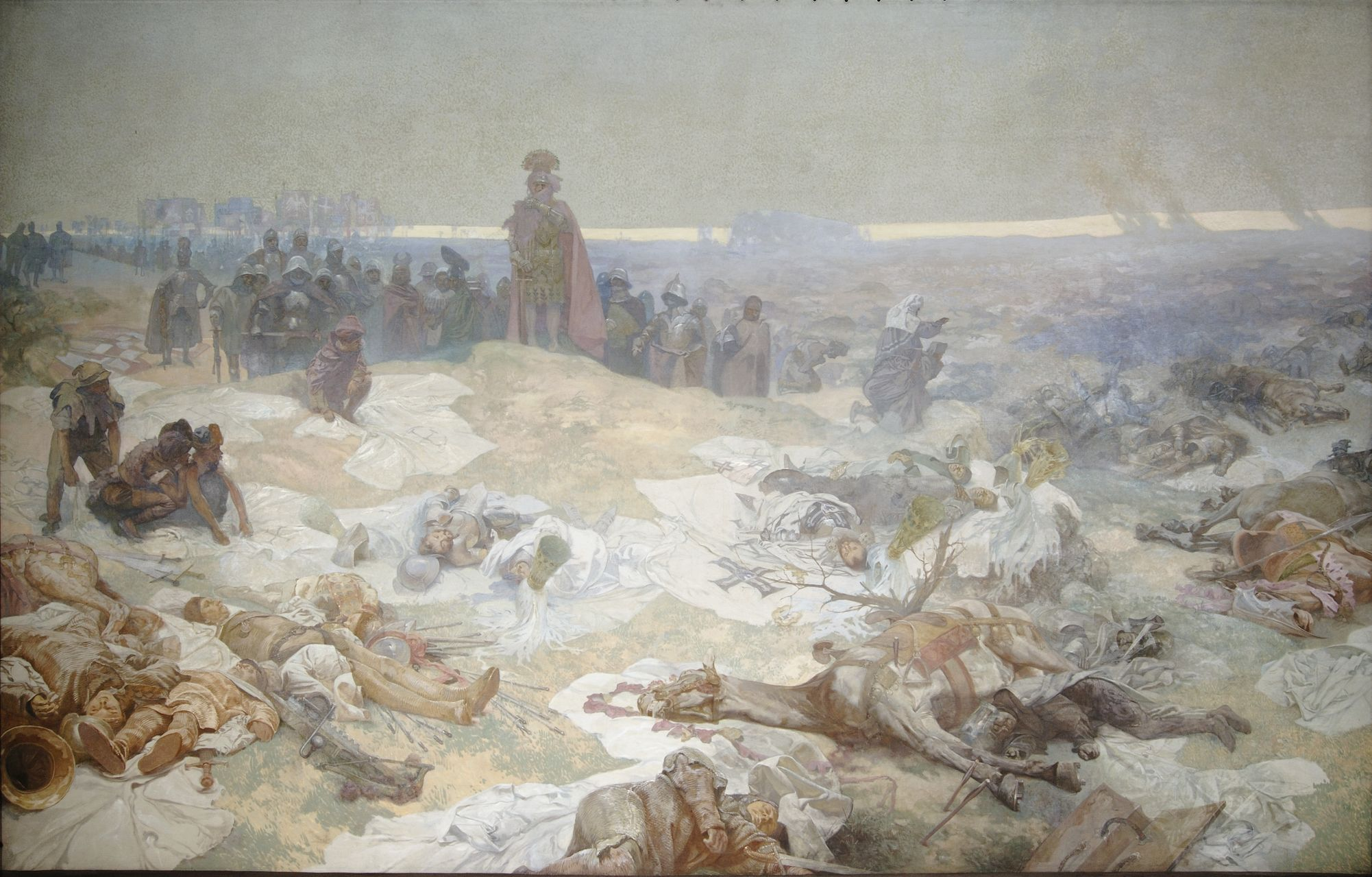
斯拉夫史詩十《格魯內瓦爾德戰後》
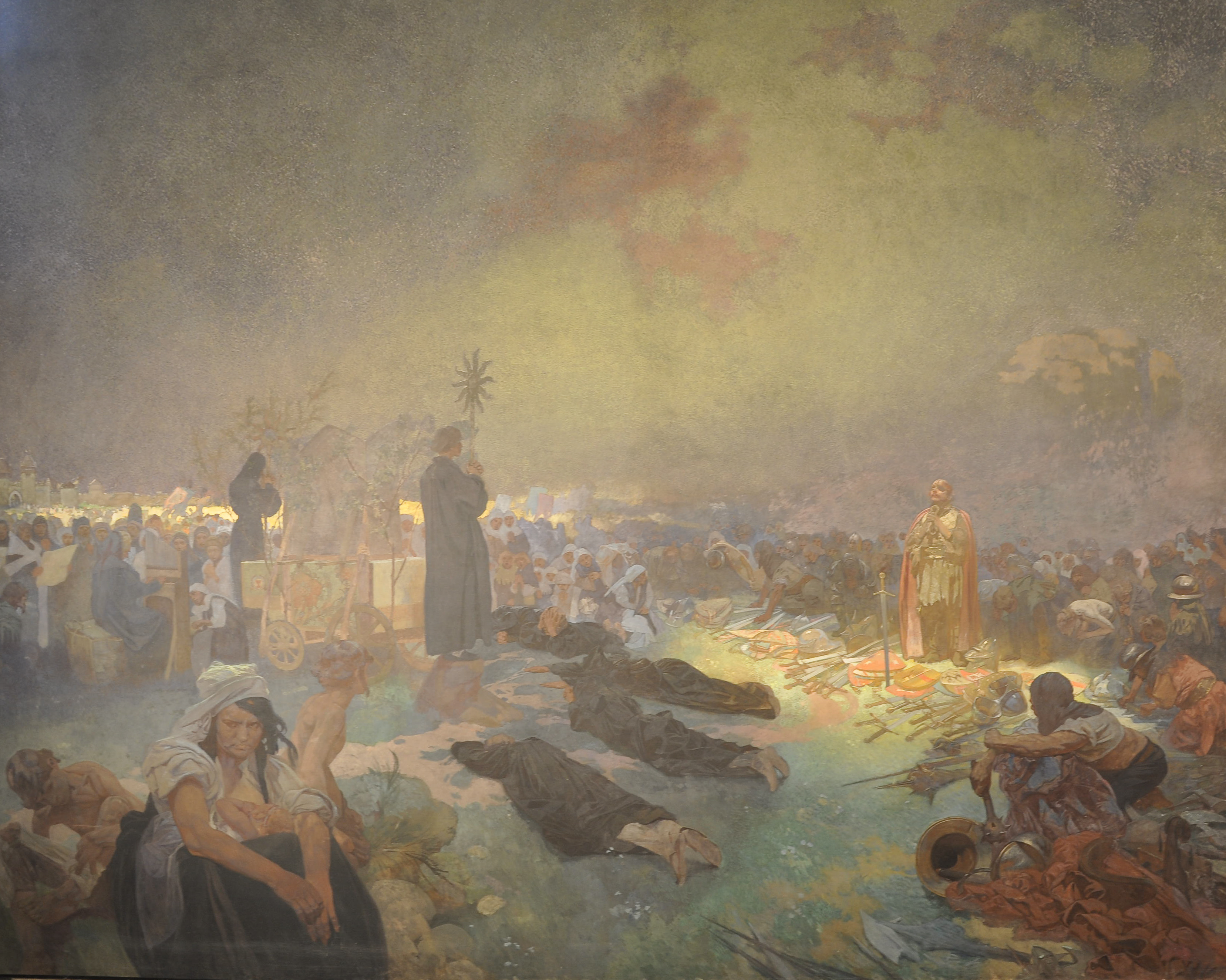
斯拉夫史詩十一《維特克夫戰後》
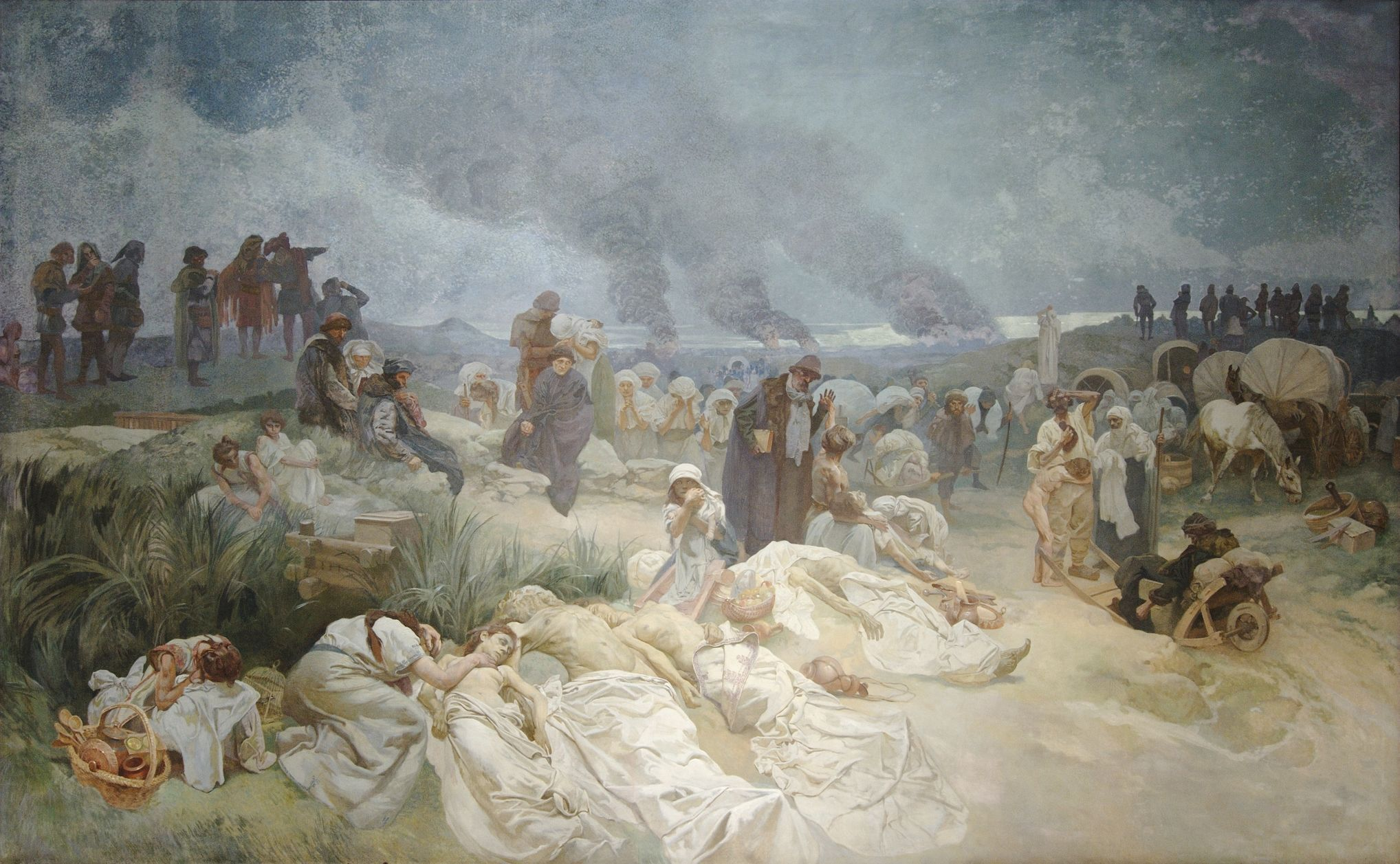
斯拉夫史詩十二《切赫》
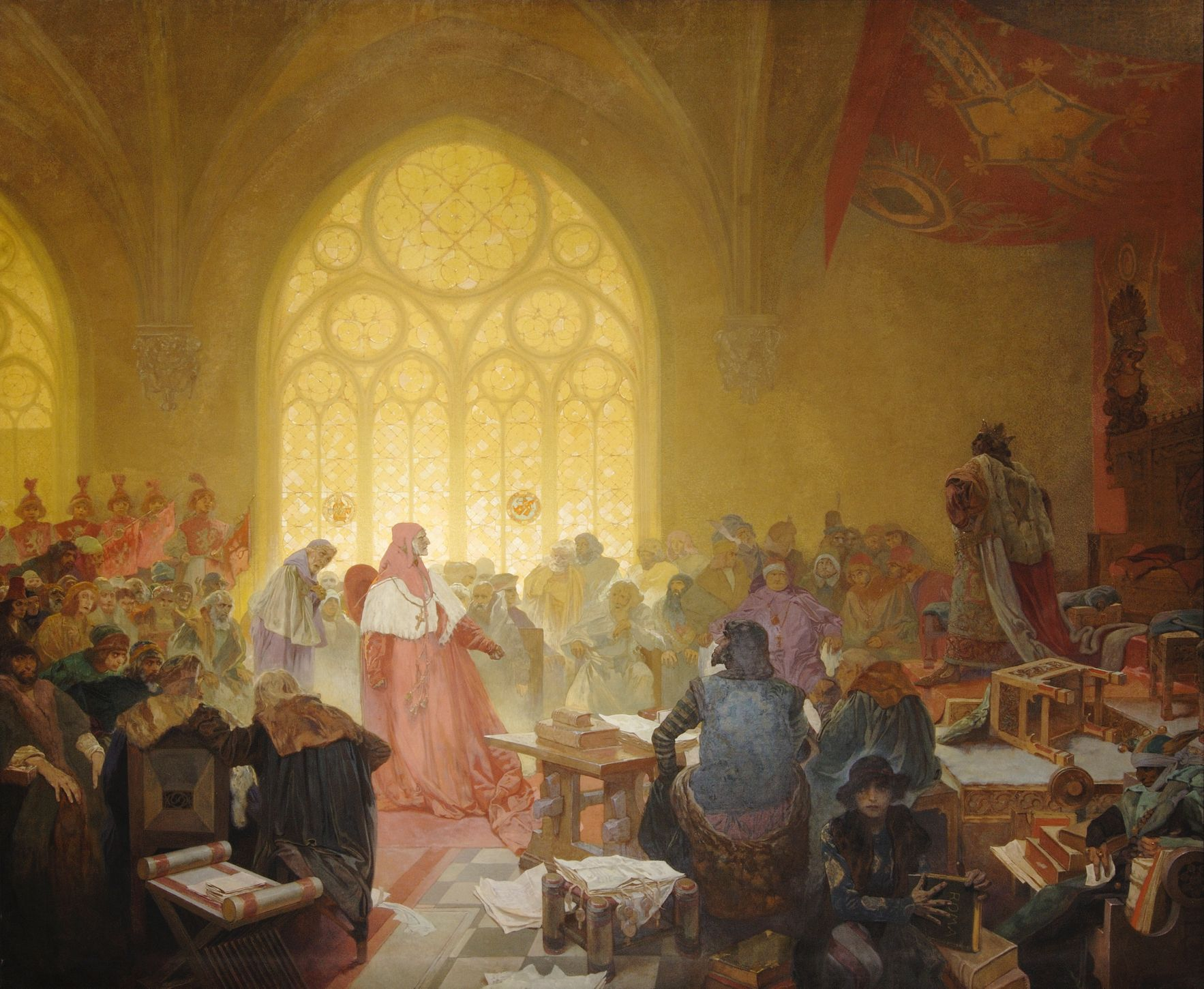
斯拉夫史詩十三《斯胡王》
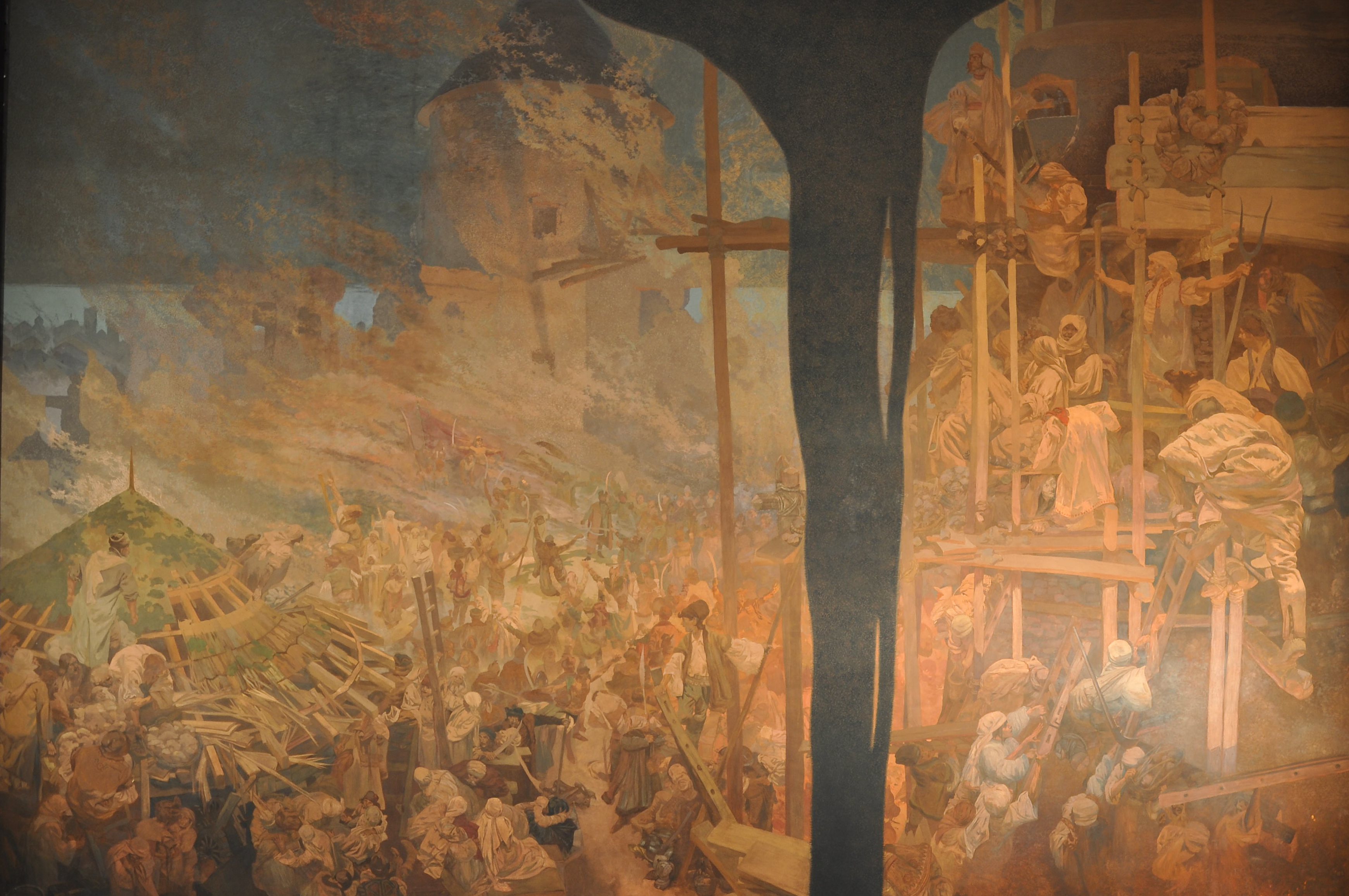
斯拉夫史詩十四《西蓋特城防》
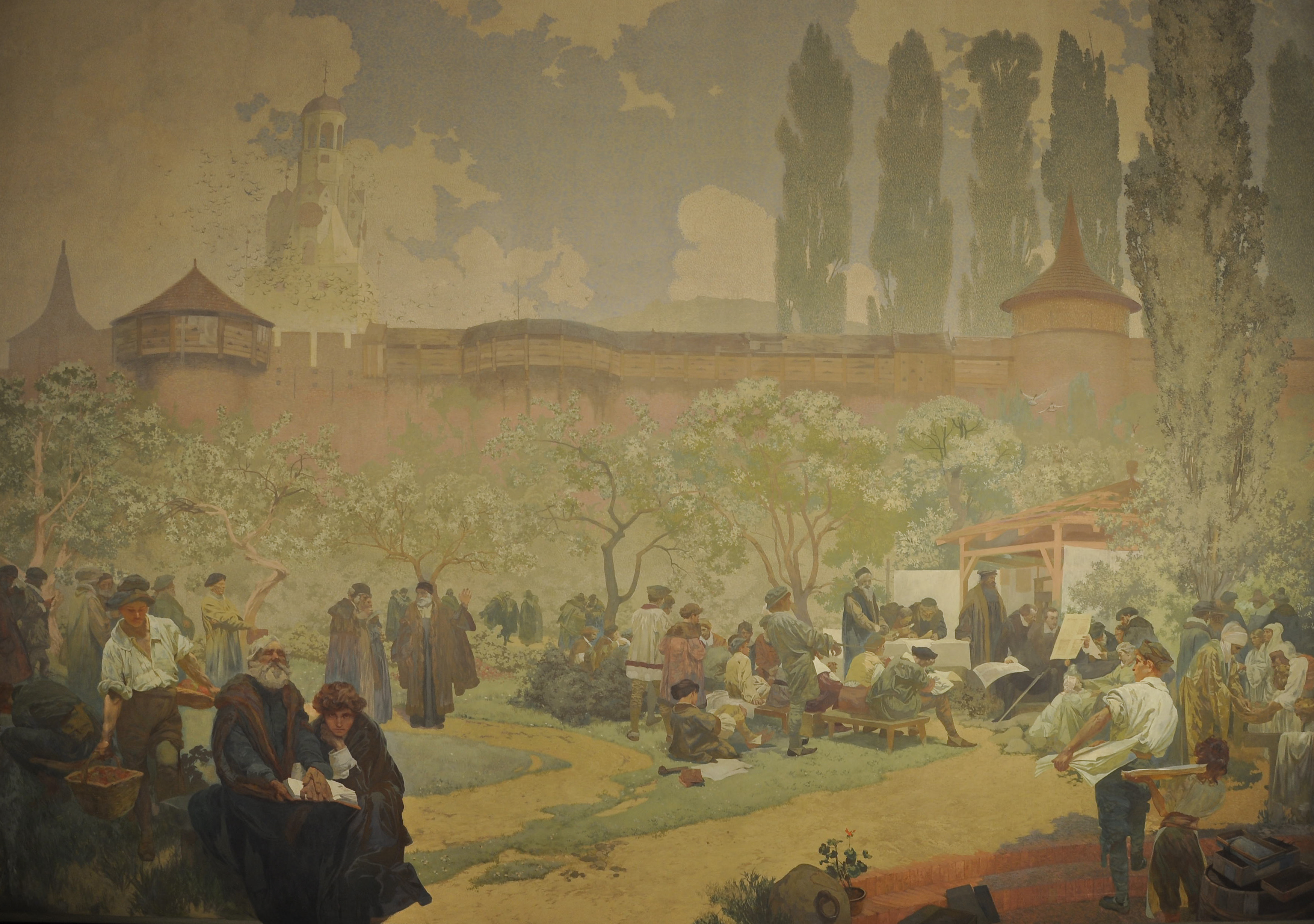
斯拉夫史詩十五《印刷聖經》
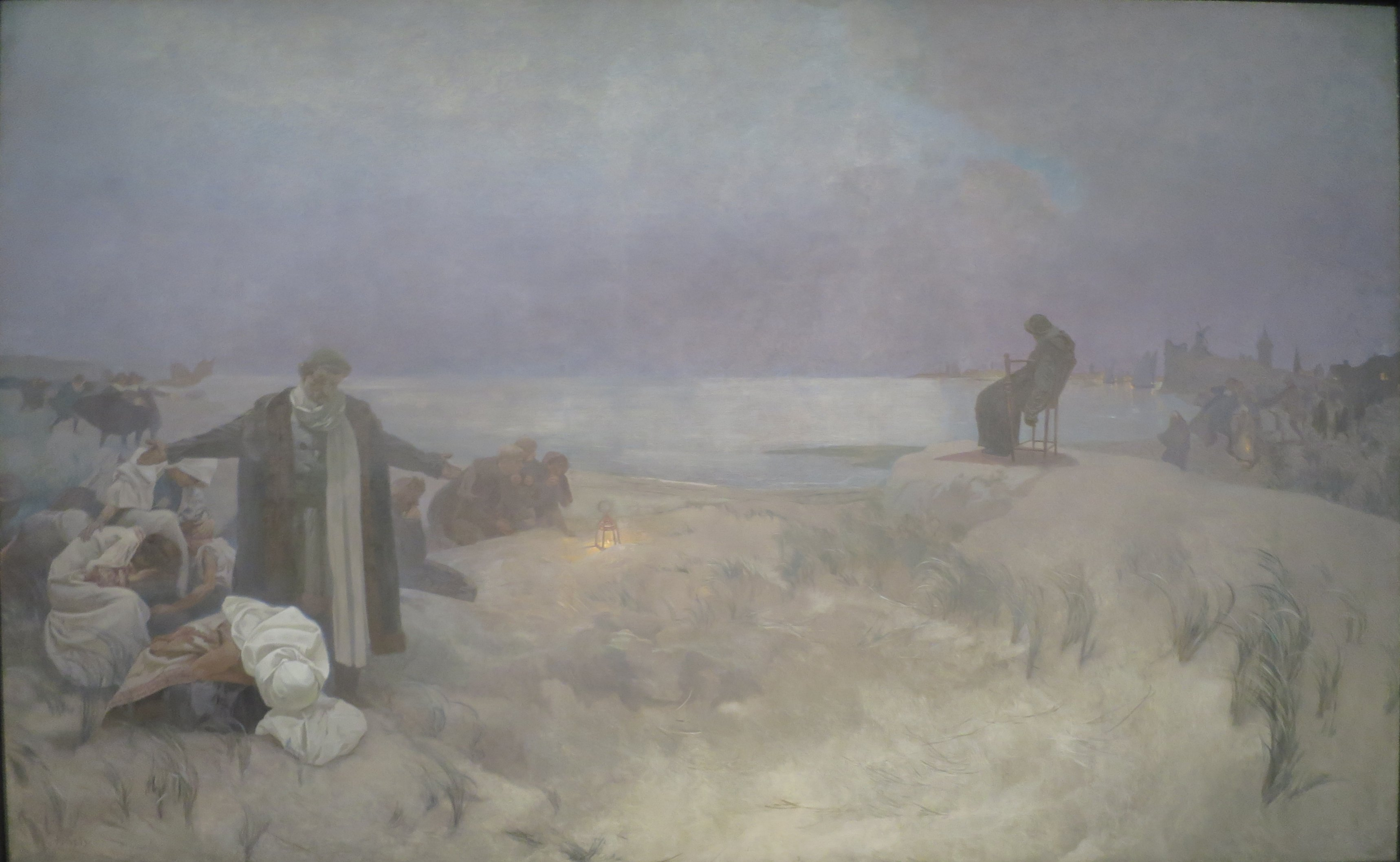
斯拉夫史詩十六《揚·阿莫斯·科曼斯基》
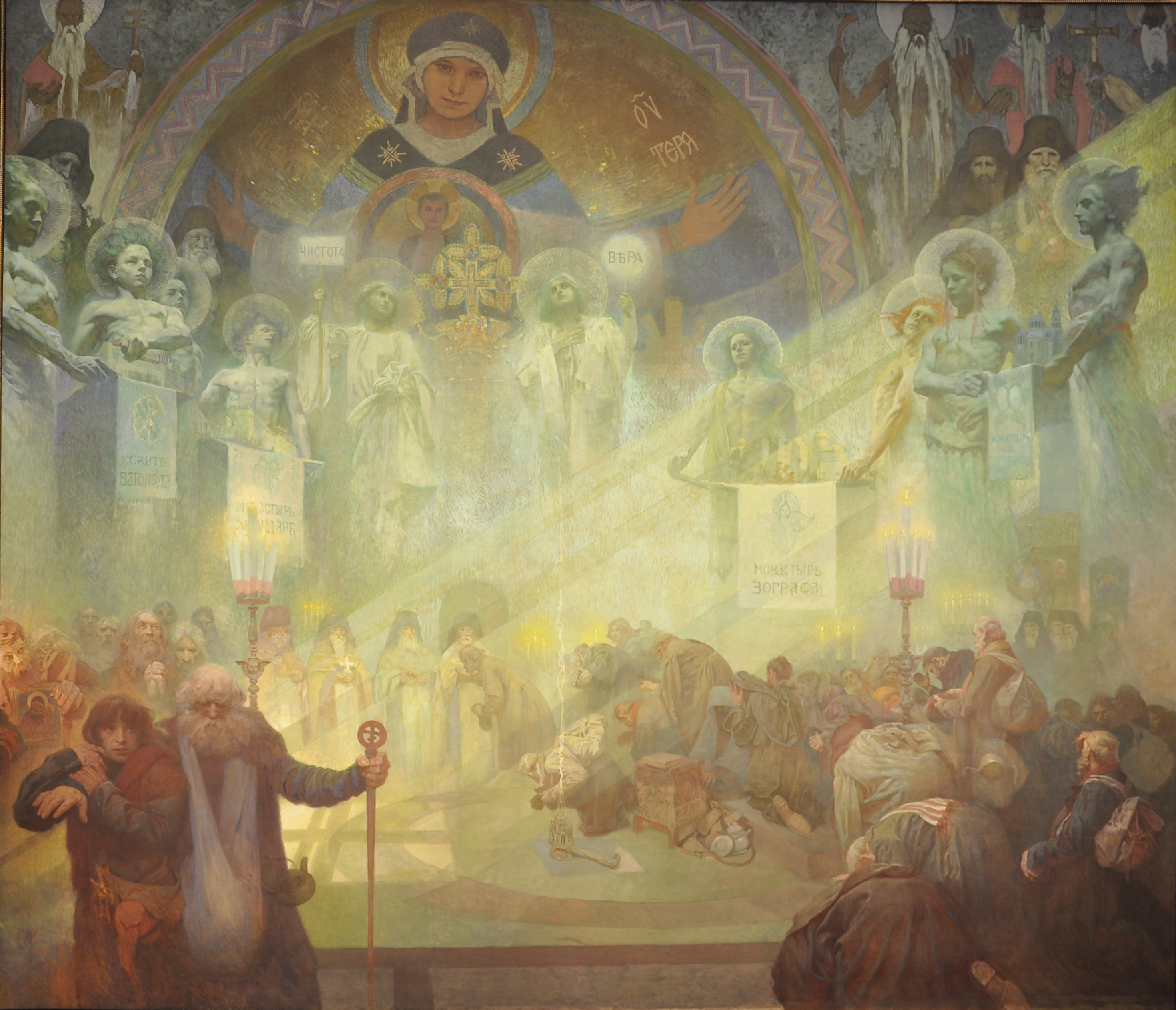
斯拉夫史詩十七《神聖的阿索斯山》
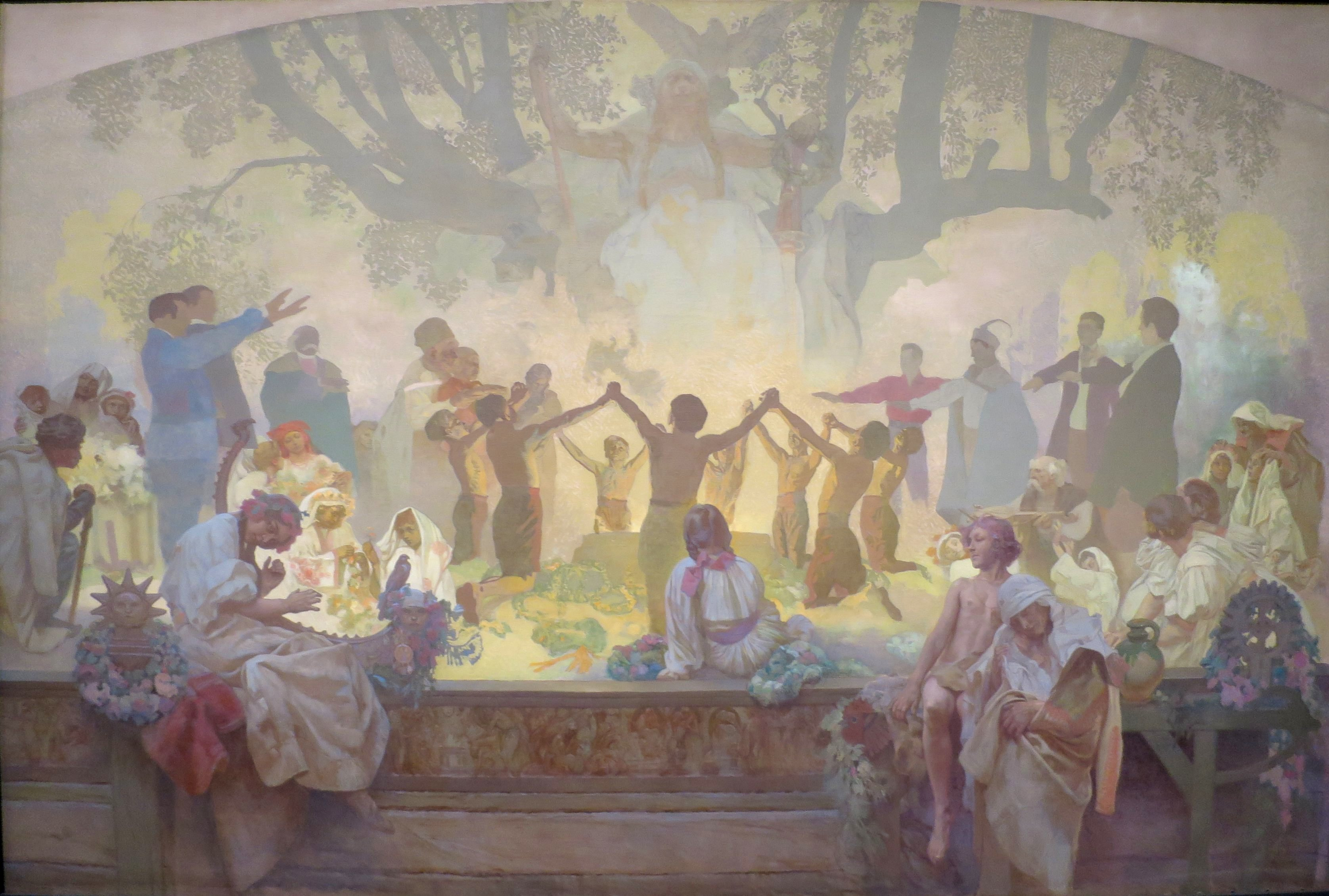
斯拉夫史詩十八《斯拉維亞的誓言》
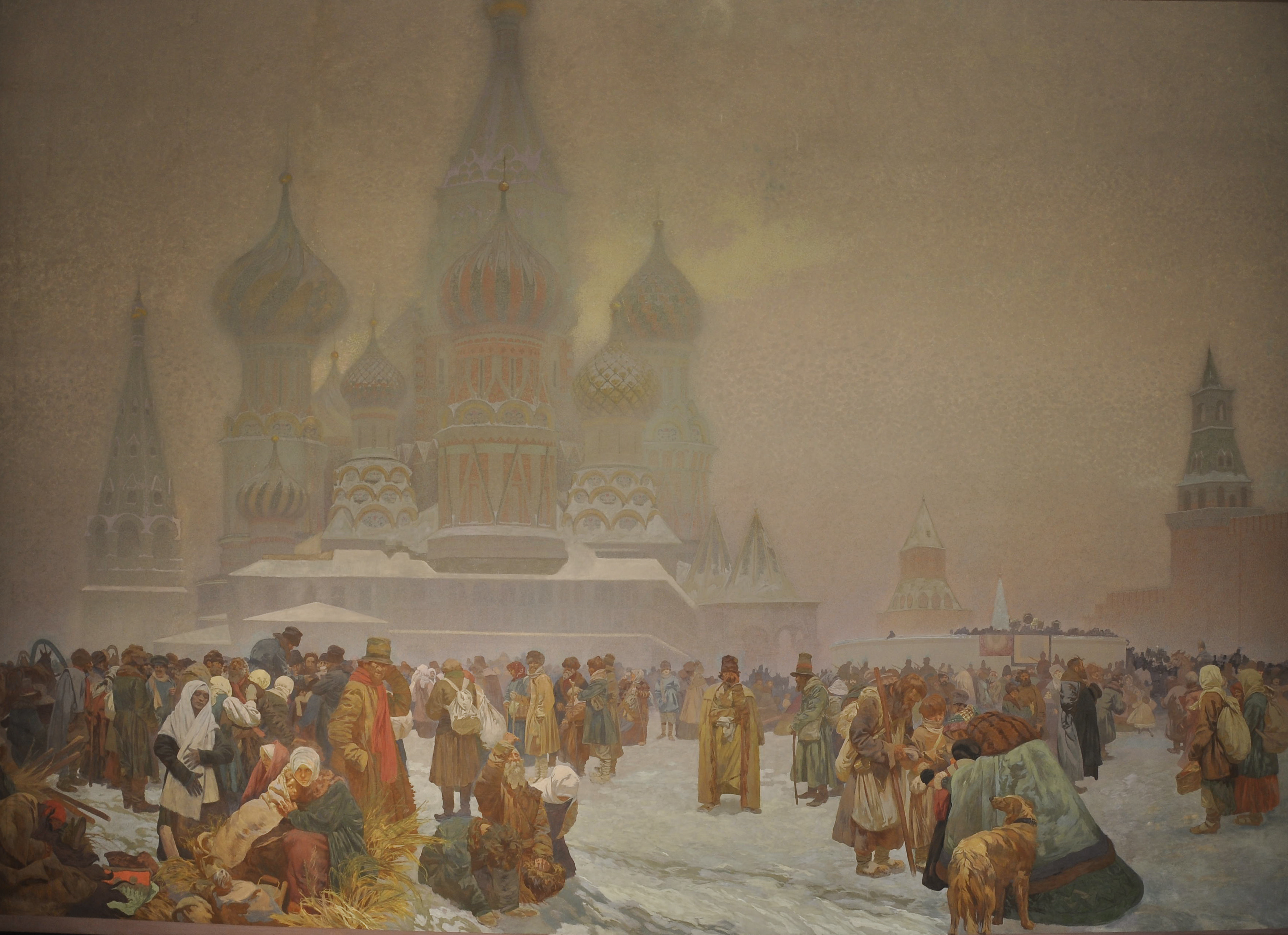
斯拉夫史詩十九《莫斯科廢除農奴制》
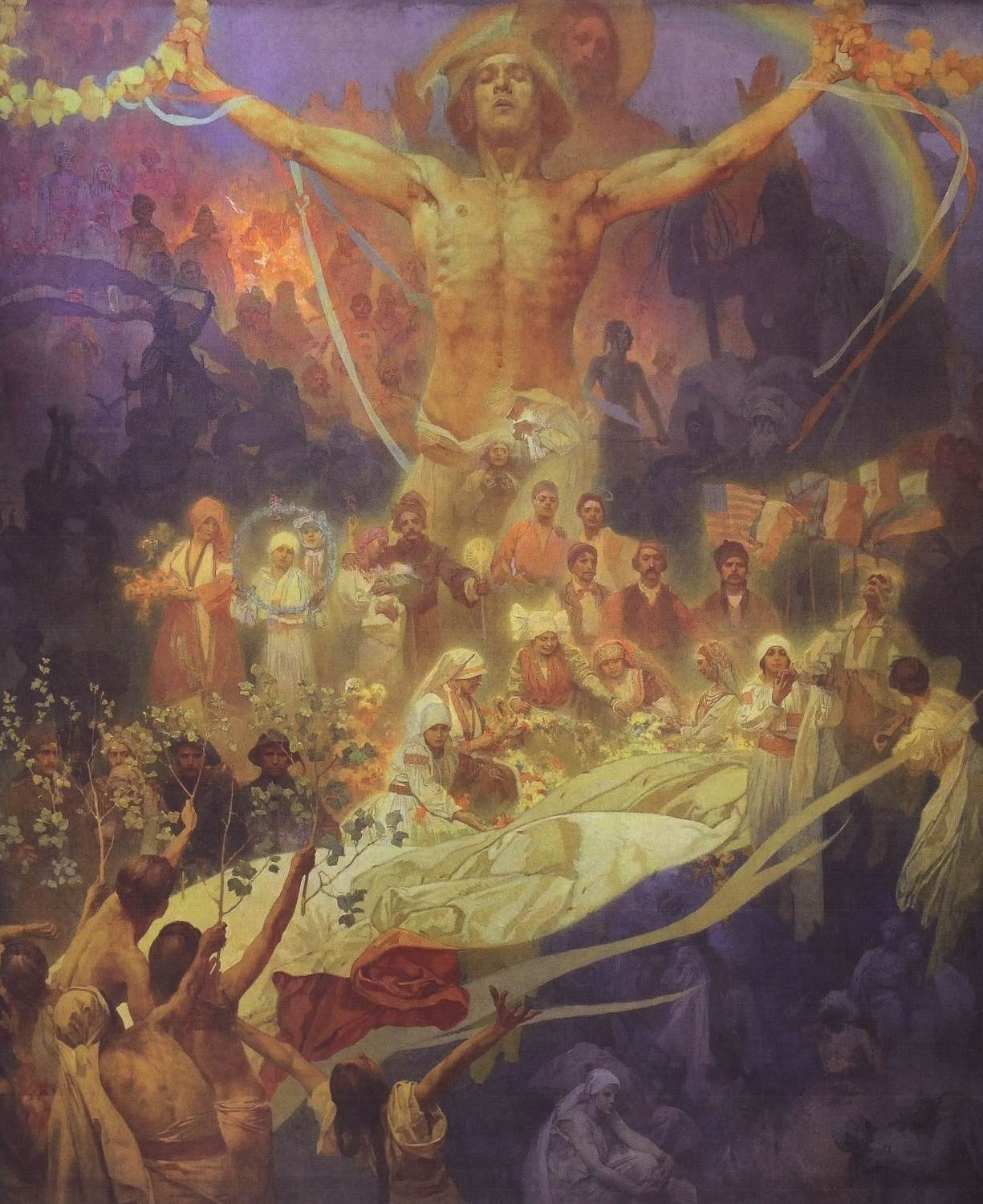
斯拉夫史詩二十《斯拉夫人的典範》

## 外部連結
- 慕夏基金會 （页面存档备份，存于）
- 位在布拉格的慕夏美術館 （页面存档备份，存于）
- 斯拉夫史詩
- 慕夏在Art Renewal Center
- 慕夏的畫 （页面存档备份，存于）
- 慕夏不為人知的一面 （页面存档备份，存于）